# Ligeti György
Ligeti György Sándor (Dicsőszentmárton, 1923. május 28. – Bécs, 2006. június 12.) Kossuth-díjas magyar zeneszerző, a 20. század második felének egyik legnagyobb hatású komponistája és a modern magyar zeneművészet kiemelkedő személyisége.
Tanulmányait a kolozsvári zenekonzervatóriumban, majd a budapesti Zeneakadémián végezte, Farkas Ferenc, Bárdos Lajos, Járdányi Pál és Veress Sándor tanítványaként. Végzése után népzenekutatással foglalkozott. Ösztöndíjasként Romániában több száz erdélyi magyar népdalt gyűjtött. 1950-től a budapesti Zeneművészeti Főiskolán zeneszerzést és ellenpontot tanított. 
Az 1956-os forradalom leverése után disszidált, s a kölni rádióhoz került külső munkatársként. Itt megismerkedett Karlheinz Stockhausennel, aki nagy hatással volt művészetére. 1959-ben Bécsben telepedett le, és 1967-ben megkapta az osztrák állampolgárságot. Állandó résztvevője volt a darmstadti nyári mesterkurzusoknak, vendégtanárként oktatott a stockholmi Zeneművészeti Főiskolán. Tanított Berlinben és a kaliforniai Stanford Egyetemen is. 1973-ban Hamburgban telepedett le, ahol a helyi zeneművészeti főiskolán zeneszerzéstanári állást vállalt.
Stockhausen hatására szerezte 1958-ban első elektronikus művét, az Artikulationt. Ez a műve és a nagyzenekarra írt, 1961-es Atmosphères azonnal meghozta számára az ismertséget a nyugat-európai zenei életben. Ligeti azonban hamar kiábrándult az elektronikus zenéből, és ismét a hangszeres zene került figyelmének középpontjába. Zenéjének leginkább felismerhető vonása valamiféle neodadaista érzékenység a humor és az abszurd iránt, ami kendőzetlenül mutatkozik meg olyan darabokban, mint a Poème symphonique, amelyben száz metronóm ketyeg egyszerre, mindegyikük más tempóra beállítva, míg végül csak egy marad. Másik jellemzője Ligeti zenéjének a meccanico mozgástípus, ami azt jelenti, hogy a zene gépszerű, hangzásában mechanikus és precíz. A zene lényege: a zenész úgy játszik a hangszeren, mintha az egy gép lenne. Az elektronikus zenével végzett kísérleteinek eredményeképp szakított ama felfogással, hogy a zenét diszkrét hangokból összerakott dallamokból-akkordokból állítsa össze, ehelyett egy képlékeny hangmassza mozgatására koncentrált. Ennek leírására vezette be a mikropolifónia fogalmát. Élete kései szakaszában zenéjében megjelent a metrika, majd a harmónia is.
Egyetlen operáját – amely világhírűvé vált – 1978-ban írta Le grand macabre címmel, ősbemutatója 1978-ban Stockholmban volt. A Hieronymus Bosch festménye nyomán komponált művet azóta bemutatta a világ számos jelentős operaháza. Műveit a nyugati avantgárd zene mellett a magyar muzsika is jellemzi. 1978-as Hungarian Rock és Passacaglia ungherese című műveiben magyar hangzást idéz modern eszközökkel. Számos művét (Lux aeterna, Lontano, Requiem) mozifilmekben is felhasználták (2001: Űrodüsszeia, Ragyogás stb.).

## Élete

### Származása
Ligeti felmenői budapesti zsidók voltak. Ligeti apai ágon a világhírű hegedűművész és tanár, Auer Lipót leszármazottja, másod-unokatestvére Heller Ágnes magyar filozófus volt. Az Auer családot nagyrészt a nagyapa, Auer Soma (1805–1889) tartotta fenn, aki neves festőként számos templom freskóját készítette el. A halál is munka közben érte: leesett az állványról, és halálra zúzta magát. Természettudományos beállítottságú fia, Sándor ekkor arra kényszerült, hogy matematikai tudását kamatoztatva egy budapesti banknál helyezkedjen el. Az első világháborúban harcolt, és súlyosan megsebesült. A kórházban ismerkedett meg jövendőbeli feleségével, Somogyi Ilona (Ligeti Ilona, 1893–1981) elismert szemészorvossal. Házasságuk után rövid ideig Budapesten tartózkodtak, majd Dicsőszentmártonba költöztek, ahol a helyi bankfiók igazgatója lett. Az apa családi nevét a könnyebb érvényesülés érdekében 1904-ben Auerről Ligetire változtatta. A trianoni békeszerződés értelmében Erdélyt Romániához csatolták, de a bank többi alkalmazottjával ellentétben a Ligeti család úgy döntött, hogy helyben marad, annak ellenére, hogy egyikük sem beszélte a román nyelvet.
1923. május 28-án született Dicsőszentmártonban. 1929-ben a család Kolozsvárra költözött, ahol apját egy bank igazgatójává nevezték ki. A nagy gazdasági világválság miatt azonban a bankot felszámolták, így arra kényszerült, hogy sorsjegyek árusításából tartsa fenn családját. Ligeti Kolozsváron ismerkedett meg a komolyzenével és az operával tíz évvel idősebb unokatestvérének köszönhetően, aki elvitte a Borisz Godunov és a Traviata előadásaira. A rádió gyors elterjedésével a gyermeknek lehetősége nyílt szimfonikus koncerteket is hallgatni. Elemi iskolái végeztével apja román iskolába íratta, remélve, hogy így jobban tud majd boldogulni.

### Tanulmányai Kolozsváron

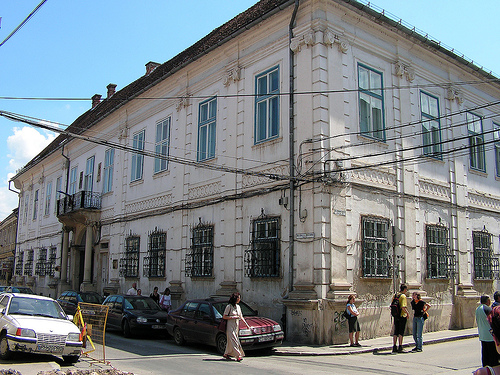
A kolozsvári Toldalagi–Korda-palota, a Zeneakadémia korábbi otthona

1936-ban, apja tiltakozása ellenére, György testvére, Gábor, hegedűórákat vett, miután az egyik családi barát felfigyelt abszolút hallására. Ezen felbuzdulva, 1937-ben a fiatal György is beiratkozott zongoraórákra. Zenei tanulmányaiban gyorsan haladt, de ekkor már túl idős volt ahhoz, hogy fejlett zongoratechnikát sajátítson el. Első szerzeménye egy bécsi keringő volt Grieg stílusában. Zongorát csak azután kapott, hogy a család átköltözött egy új lakásba, Kolozsvár központjába. Az iskolában románul, németül és franciául tanult, ami a későbbiekben nagy hasznára vált. Kitűnő nyelvérzékének bizonyítéka, hogy az 1960-as években a svéd, az 1970-es években pedig az angol nyelvet is megtanulta.
Időközben kitört a második világháború, és Észak-Erdély, így Kolozsvár is visszakerült Magyarországhoz, ez azonban nem befolyásolta tanulmányait, mindössze annyi változott, hogy az addig románul folytatott líceumi tanulmányai végén magyar nyelvű záróvizsgát kellett tennie. A fiatal Ligeti mindeközben rengeteget zenét szerzett (legjelentősebb műve ebből az időszakból a Kis zongoradarabok).
Tizenhét évesen üstdobon játszott egy zenekarban. Ebben az időszakban ismerkedett meg Bartók, Kodály és Stravinsky zenéjével. 1941-ben kiadták egyik mezzoszoprán hangra írt dalát, a Kineretet, amely egy budapesti zsidó szervezet által szervezett versenyen elnyerte a fődíjat.
Gimnáziumi tanulmányai befejezése után (1941) a kolozsvári egyetemen szerette volna tanulmányait tovább folytatni fizika és matematika szakon, de a sikeres felvételi vizsga ellenére sem nyert felvételt, hiszen az akkori törvények miatt szakonként csak egy zsidót lehetett felvenni, és nála volt sikeresebb zsidó felvételiző is. Ekkor úgy döntött, hogy a zenei karrierjét építi tovább. Összeállította zenei műveinek portfólióját, amit elküldött Molnár Antalnak, a budapesti Zeneakadémia tanárának. Noha elismerték tehetségét, mégsem felvételizhetett Budapestre, hiszen a zsidótörvények miatt a Zeneakadémia kapui zárva voltak a zsidó diákok előtt. A család ekkor úgy döntött, hogy a fiatal Ligetit a kolozsvári zeneakadémiára íratják be, amelynek igazgatója, Vaszy Viktor nem alkalmazta a zsidókra vonatkozó számbeli korlátozásokat. Farkas Ferenc vezetésével zeneelméletet és zeneszerzést tanult. Tanárának köszönhetően Mozart, Bach és Couperin stílusában kezdett el komponálni, de figyelme hamar Stravinsky és Hindemith munkásságára terelődött. Úgy érezte, hogy elméleti tanulmányai mellett gyakorlatra is szüksége van, így megtanult a zongora mellett orgonán és csellón is játszani.
Zenei tanulmányai mellett egy magániskolában matematikát és fizikát tanult. Lankadatlan érdeklődésének és megfeszített életvitelének azonban ára volt: idegösszeomlást kapott. 1942 és 1943 nyarán egy budapesti pszichiátriai íntézetben kezelték. A budapesti utazásokat is kihasználta saját szellemi fejlődése érdekében: megismerkedett Kadosa Pállal, akitől órákat vett, és aki megismertette vele Bartók és a nyugati avantgárd zeneszerzők művészetét.

### A háború idején
Ligeti 1943-ban ismerkedett meg Brigitte Löwvel, jövendőbeli feleségével, egy Kolozsváron élő német zsidó üzletember lányával. Azok lakásán zongoraesteket szerveztek, ami csak jobban ösztönözte a zeneszerzésre. Ekkor kezdte komponálni latin nyelvű szöveg alapján a Tenebrae factae sunt kantátát.
1944 elején a háború kilátástalanná kezdett válni. A fiatal fiúk legtöbbjét az ukrán frontra küldték. Január 20-án kapta meg a behívót, Szegeden munkaszolgálatra kellett jelentkeznie. Márciusban a német csapatok bevonultak Magyarországra, és a náci-párti kormány hozzálátott a zsidók deportálásához. A szegedi zászlóalj zsidó munkásait egy szerbiai rézbányába küldték kényszermunkára, Ligeti azonban szerencsés volt, mert a deportálás előtt néhány nappal áthelyezték Nagyváradra. Itt értesült arról, hogy családját elhurcolták. A koncentrációs táborokat csak az édesanyja élte túl – foglalkozásának köszönhetően. Szeptemberben már a szovjetek álltak a város alatt, Ligeti négyszer is fogságba esett, de minden alkalommal kiszabadult, kihasználva a fronton uralkodó zűrzavart.
A szovjet fogságból menekülve Kolozsvárra ment, ahol egyetlen közeli barátja Brigitte volt. Egybekelésüket azonban a lány apja ellenezte. Időközben Ligeti befejezte kantátáját, majd megkomponálta a Dereng már a hajnal című kórusművét, amelyet Kolozsváron és Budapesten, utóbb 1947-ben Londonban is kiadtak.
Kolozsvári tanulmányai alatt különböző kórusokban énekelt, elsősorban egyházi ünnepeken. Mivel nem érdekelte a vallás, szerzeményeinek témáit inkább a klasszikus magyar költők munkásságából válogatta, illetve egyre gyakrabban fordult népzenei motívumokhoz, Kodály stílusában. Ilyenek az 1946-ban komponált Magos kősziklának, valamint az 1945–1946-ban íródott Idegen földön, amelyet Balassi Bálint verseire komponált. Ligeti mindkettőben egyszerű, ismétlődő frázisokra és lendületes ritmusra épülő módszert alkalmazott.

### Tanulmányai a Zeneakadémián
Miután Észak-Erdély újra román fennhatóság alá került, Ligetit ismét behívták, ezúttal a román hadseregbe, hogy a szovjet és román csapatok oldalán harcoljon a magyarok és németek ellen. A sors úgy hozta, hogy tüdőgyulladás miatt három hónapra kórházba került, s mire felgyógyult, a háborúnak vége lett. Édesanyja is visszatért Kolozsvárra, Ligeti számára pedig megnyílt a lehetőség a továbbtanulásra Budapesten a Liszt Ferenc Zeneakadémián.
Az Akadémiára 1945 szeptemberében felvételizett, a jelentkezők között ott volt Kurtág György is, akivel hamarosan összebarátkozott, közös hátterüknek köszönhetően (mindketten zsidók voltak, mindketten Erdélyből származtak). Tanárai a zeneakadémián Veress Sándor és Járdányi Pál voltak, majd a Kolozsvárról idekerült Farkas Ferenc is. Budapest ostroma után hamar újjáéledt a budapesti kulturális élet, az Operaház is megnyitotta kapuit. Ekkor volt alkalma Stravinsky műveit is hallani, még mielőtt a neves zeneszerző munkáit a kommunista hatóságok tiltólistára tették volna. Ekkor mutatták be Bartók fő műveit is, többek között A csodálatos mandarint. Budapesten matematika tanításával pótolta bevételeit, és amikor csak tudott, hazalátogatott az akkor már Romániához tartozó Kolozsvárra, ahol édesanyja és Brigitte éltek.
Az 1947-es év nagy része azzal telt el, hogy megpróbált magyar állampolgárságot szerezni, mivel csak így maradhatott tovább Budapesten. 1948–49-ben a kommunisták átvették a hatalmat Magyarországon, és a modern művészet tagadásának lázában nemcsak modern festményeket és szobrokat távolítottak el a múzeumokból, és könyveket tiltottak be, hanem olyan rangos zeneszerzők munkáit is tilos volt játszani, mint Debussy, Ravel, Britten, Schönberg, Stravinsky, vagy akár Bartók, akiknek művészete nagy hatással volt Ligetire.
Ligeti a háború után, nagyrészt tanárainak ajánlására, látszólag a kommunista ideológia híve lett. Ennek jegyében született meg első jelentős szerzeménye, az Ifjúsági kantáta, amelyhez 1948-ban kezdett hozzá, és ezt szánta vizsgaművének. Mivel egyre inkább elhatárolódott a radikalizálódó kommunistáktól, e művének stílusát és szövegét vállalhatatlannak tartotta, és még az ünnepélyes keretek között, az Operaházban megtartott bemutató sem tudta meggyőzni, hogy ne fordítson hátat a szocialista realista zenei felfogásnak. Farkas Ferenc tanácsára azonban továbbra is egyszerű, alapjában véve populáris zene szerzésével foglalkozott, nem észlelve a kompromisszum hiábavalóságát. Klasszikus magyar szerzők műveit zenésítette meg, kerülve a kortársak műveit, megfelelve a propaganda elvárásainak. Sikerének bizonyítéka, hogy felkérték egy kantáta írására Rákosi Mátyás tiszteletére. A felkérés visszautasítása katasztrofális következményekkel járt volna, de szerencsére éppen akkor adódott egy romániai ösztöndíj, így Ligeti egy évre elhagyta Budapestet. Visszatérése után a felkérés elfelejtődött.
Romániai ösztöndíjának köszönhetően tanulmányokat folytathatott a Bukaresti Folklór Intézetben, illetve ennek kolozsvári társintézményénél. A háború után 1949 októberében tért vissza először Kolozsvárra, ahol feleségül vette Brigittét. Innen Bukarestbe ment, ahol Emilia Comișel neves etnomuzikológus vezetésével megismerte a Constantin Brăiloiu, Bartók egyik munkatársa által alapított intézet gazdag zenei anyagát. 1950 januárjában, egy Arad megyei zenegyűjtő utat követően, Kolozsvárra települt át, ahol Jagamas János vezetésével járt a környékbeli falvakba zenei anyagot gyűjteni. Augusztusban visszatért Budapestre, de román állampolgárságú feleségét nem vihette magával.

### Kapcsolata Kodállyal
Az idős Kodály tudomást szerzett Ligeti zenegyűjtő munkásságáról, és meghívta, hogy társuljon az általa felügyelt nagyszabású népzenei gyűjtemény szerkesztéséhez. Ligeti azonban vonakodott, hiszen komponálni szeretett volna, és úgy érezte, az átiratok elkészítése nem neki való. Kodály ezzel szemben úgy vélte, hogy csakis abból lehet kiváló zeneszerző, aki részletekbe menően megismerkedik a népzene vonásaival. Ennek ellenére az ő támogatásával lett Ligeti a Zeneakadémia zeneelmélet, összhangzattan és ellenpont tanárává 1950 szeptemberében. Az akadémia dékánja, Molnár Antal azonban a titkosrendőrség emberét látta Ligetiben: nem értette, miképp válhat valakiből ennyire fiatalon és diploma nélkül tanár, arról nem volt tudomása, hogy Ligeti Kodály támogatásával nyerte el tanári állását. Molnár úgy döntött, hogy a soron következő vizsgákon próbára teszi az új tanár képességeit. Éles hallásának köszönhetően Ligetinek sikerült kijavítania a diákok hibáit, ezáltal bizonyítva hozzáértését, így Molnár Antal is megváltoztatta hozzáállását. Egy évvel később Ligeti megszerezte diplomáját, és tovább folytatta tanári tevékenységét, óriási népszerűségnek örvendve a diákok körében.
Az 1950-es évek elején gyakran segített Farkas Ferencnek filmstúdiók számára zenét szerezni. Ez meggyőzte Ligetit arról, hogy soha ne vegyen részt zeneszerzőként olyasmiben, amit ő „zenei prostitúciónak” tartott.
Ligeti kedvenc költője a kortárs Weöres Sándor volt, akinek verseiből először 1946–47-ben merített (Három Weöres-dal). Röviddel ezután, Farkas Ferencnek köszönhetően, aki a költő barátja volt, Ligeti személyesen is megismerkedett vele.
Az 1950-es évek elején jelentős szemléletváltáson esett át. Musica ricercata művén már érződik, hogy elégedetlen a bartóki örökséggel, és megpróbálja a zenei anyag újabb lehetőségeit kiaknázni. Ő saját maga úgy vallott erről az időszakról, hogy ekkor született meg benne a statikus, önálló zene fogalma, amely független mindenféle hagyományos ritmikus konfigurációtól. Mindezen elképzeléseit csak nehezen tudta megvalósítani, elsősorban bátortalansága miatt. Ez magyarázza azt is, hogy első ilyen próbálkozása, a Musica ricercata két éven át készült.

### Második házassága
1951 végén Brigittének sikerült elintéznie papírjait és Budapestre költözött, de az egy éves távollét miatt kapcsolatuk kihűlt, és a következő év tavaszán elváltak. Budapesten új baráti társaságba került, és közülük legközelebbi barátja, a szintén zsidó Spitz Veronika (Vera) volt. Mivel a második világháború előtt Vera családjának jelentős vagyona volt egy nagy gabonamalom révén, a kommunista vezetés az előző rendszer kiszolgálójának tartotta, és deportálásra ítélte őket Budapestről. Ligeti eközben azon gondolkodott, hogy feleségül veszi Verát, ezáltal megmentve őt a kitelepítéstől.
Ligeti a Zeneakadémián tartott sok tanórája miatt megerőltette hangszálait, orvosai szabadságot javasoltak neki, pihenést a Fekete-tenger partján. Egy adminisztratív hiba miatt Ligetit azonban nem a bulgáriai tengerpartra küldték, hanem a Balti-tenger partjára. Útja Kelet-Berlinen vezetett keresztül, s azt fontolgatta, hogy átszökik Nyugat-Berlinbe. Végül azonban úgy döntött, hogy visszatér Budapestre, ahol 1952. augusztus 8-án feleségül vette Verát. Sztálin halálát követően a körülmények javultak, ennek ellenére Ligeti második házasságának is vége szakadt, de Verával válásuk után is jó barátok maradtak. Időközben édesanyja is áttelepült Kolozsvárról Budapestre, ideiglenesen, amíg Ligetinek nem sikerül lakást biztosítania számára Bécsben.

### Cenzúrázott munkássága
1949-től kezdődően minden zeneszerző köteles volt szerzeményeit felülvizsgálatra benyújtani a frissen megalapított Zeneszerzők Egyesületének, amelynek élén Szabó Ferenc állt. Az egyesület feladata a modern tendenciákat mutató zeneművek kirostálása volt. Mindez jelentősen csökkentette a művészek alkotókedvét és újításra való hajlamát. Mint a Zeneakadémia fiatal tanára, Ligeti is kénytelen volt műveit ellenőrzésre benyújtani, így történt ez csellószonátájával is, amelyet „túl modernnek” bélyegeztek meg és betiltottak. Későbbi műveivel, így a zongorára és női hangra írt Táncokkal már sikeresebb volt, mert ezeket a Magyar Rádió is bemutatta.
Az újító Ligeti műveit azonban, akárcsak Weöres Sándor verseit, betiltották. A cenzúra eredményeként Budapesten az újításra törekvő művészek csak baráti körüknek, saját otthonukban tudták bemutatni új műveiket, ezért jelentős részük az emigráció mellett döntött. A vasfüggöny miatt az országban nem sok mindent tudtak a nyugati zene fejlődéséről. Ligeti 1949-ig levelezett egy Angliában élő nagybátyjával, tőle tudott meg egyet s mást, de egy idő után a nyugaton tartózkodókkal való levelezés egyre veszélyesebbé vált, így kapcsolatuk is megszakadt. A szerializmusról és az elektronikus zenéről szóló híradások csak ritkán érték el Budapestet.
Ligeti egyik legjelentősebb szerzeménye ebből a sötét időszakból az 1953–54-ben megírt Vonósnégyes (Metamorfózisok) műve (Metamorphoses nocturnes). A Zeneszerzők Egyesületének jóváhagyásával 1955-ben elküldte az Erzsébet belga királyné által támogatott zenei versenyre. Művét azonban középszerűnek, túlságosan is hagyományosnak tartották a versenyen, és Ligeti is úgy látta, technikája messze elmarad nyugati kortársaiétól.
A Vonósnégyes komponálása után és a levont konzekvenciáknak köszönhetően (úgy látta, radikálisabb újítások kellenek, a magyar zenei élet lemaradóban van) kezdett olyan új zenei kísérletekbe, amelyek a hangi anyag hajlékonyságára építenek, nem a motivikus logikára. A hagyományokról azonban nehéz volt lemondani. Belefogott addigi műveinek átdolgozásába, és 1955-ben szinte semmi mást nem szerzett.

### Menekülése Magyarországról
Bartók halálának tizedik évfordulóján egyre hangosabbá váltak azok a hangok, amelyek a cenzúra megszüntetését követelték Magyarországon. Közöttük volt Lakatos István író is, aki a Magyar Írók Szövetsége nevében követelte a művészi szabadság biztosítását. Ligeti támogatta Lakatos kezdeményezését, de amint értesült róla, hogy a volt ÁVH-sok befurakodtak a szövetség soraiba, távolságtartóbb lett. Ez okos döntés volt, hiszen Lakatost később hat év börtönbüntetésre ítélték.
1955–1956 telén enyhítettek a korlátozásokon, így az akkor éppen Svájcban élő Vera révén, postán keresztül, hozzájuthatott Stravinsky, Webern, Berg, Schönberg műveihez. Ligeti további információit a BBC román nyelvű adásaiból nyerte, amelyeket Magyarország területén nem zavartak (a magyar nyelvű adást igen). Harminchárom évesen kezdte megismerni nyugati kortársainak művészetét. 1956 nyarán levelet írt Karlheinz Stockhausennek és Herbert Eimertnek, a kölni rádió munkatársainak, valamint a Második bécsi iskola (Zweite Wiener Schule) kiadójának, friss kivonatokat kérve. Mindezek új impulzust szolgáltattak Ligeti alkotókedvének, aki átvette a dodekafon zene és az atonalitás technikáját.
1956. október 23-án Budapesten kitört a forradalom. A harcok már javában zajlottak, amikor Ligeti választ kapott Stockhausentől, aki felhívta figyelmét új műve, a Gesang der Jünglige rádióbemutatójára. Saját bevallása szerint Ligetinek az volt az egyik legmegrázóbb élménye, amikor robbanó lövedékek zajában hallgatta végig a művet. A forradalom leverése után Verával együtt úgy döntött, hogy Nyugatra menekülnek. December 10-én vonatra ültek, és bár a szerelvényt szovjet katonák Sárváron megállították, de mivel kevesen voltak, sok utasnak sikerült elmenekülni, köztük Ligetiéknek is. A város postahivatalában húzták meg magukat, majd másnap egy postavagonban, a zsákok között meghúzódva folytatták útjukat a határig, s az éjszaka leple alatt gyalogosan átszöktek Ausztriába. Élete ekkor 180 fokos fordulatot vett: a sötét, elszigetelt világból az avantgárd zene egyik fellegvárába, Bécsbe került, ahol elővehette azokat a műveit, amiket a Zeneszerzők Egyesülete sohasem engedett volna bemutatni. Bécsben Hanns Jelinek fogadta, ő mutatta be a kissé kétkedő zenei elitnek.

### Letelepedés Bécsben
Ligeti, a többi emigránshoz hasonlóan, az Amerikai Egyesült Államokba vagy Kanadába akart továbbutazni, ez azonban elveszett papírjai miatt meghiúsult. A körülmények következtében közelebb került Verához, és 1957-ben, a josefstadti polgármesteri hivatalban ismét feleségül vette.
Vera pszichológusi állást kapott a Bécsi Egyetemen, Ligeti a zenéből élt. Szerencséje volt, hiszen bérelt lakásukban egy Steinway zongora is volt, amin kedvére dolgozhatott. Annak ellenére, hogy Bécs vált új otthonává, Ligeti nem szerette a várost, mert a nácik második világháborús tetteire emlékeztette. Kirekesztettnek érezte magát, és mihamarabb tovább akart állni. Mivel emigráns volt, más nyugati országokba is csak vízummal utazhatott, amit viszont körülményesen adtak ki. 1961–1963 között évi két-három alkalommal Stockholmban tartott előadásokat, így jövedelme révén nagyobb lakásba költözhettek. Miután 1966-ban megszületett fia, Lukas, úgy döntött, hogy osztrák állampolgárságért folyamodik.

### Ismerkedése az elektronikus zenével

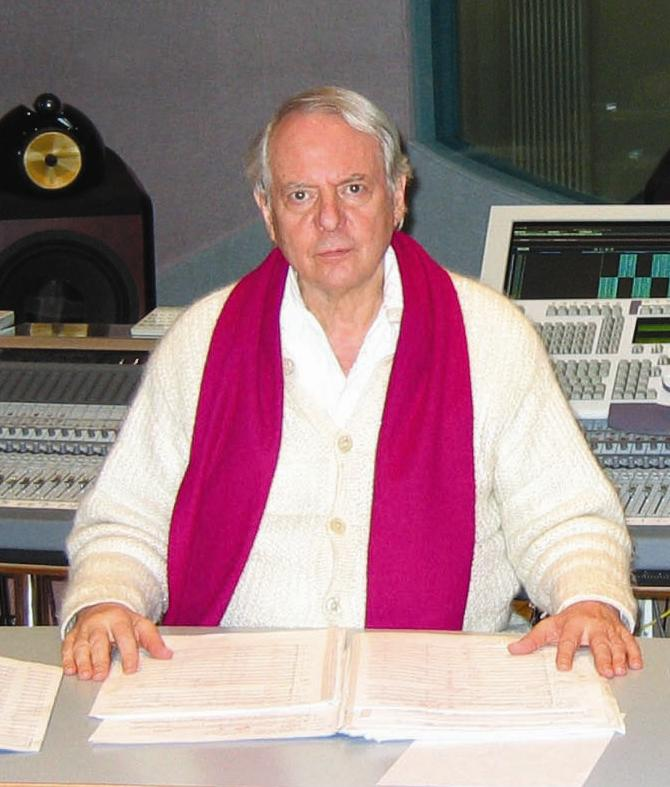
Karlheinz Stockhausen

Menekülése közben műveinek többségét hátrahagyta Budapesten. Bécsben először a Metamorphoses nocturnest mutatták be 1958. május 8-án. Még 1957-ben ellátogatott Kölnbe, a modern zene egyik fellegvárába, az ott székelő WDR rádiónak köszönhetően, amely az elektronikus zene egyik fő propagátora volt. Kölnben találkozott Herbert Eimerrel, akivel már régóta levelezésben állt, és akinek segítségével négy hónapos ösztöndíjat kapott. Megismerkedett továbbá a neves olasz karmesterrel és zeneszerzővel, Bruno Madernával, valamint végre találkozhatott Karlheinz Stockhausennel is.
Stockhausen kölni villája olyan nemzetközi hírnévnek örvendő zenészek, költők, festők, kiadók találkozóhelye volt, mint például Herbert Brian, Earle Brown, Pek Namdzsun. Ligeti különösen kedvelte a római Franco Evangelistit és a fiatal német zeneszerzőt, Gottfried Michael Königet. Ez az intellektuálisan élénkítő miliő különös energiákkal hatott Ligeti alkotókészségére. Hat hétig tartózkodott Stockhausen villájában, és eközben megismerte házigazdájának komponálási technikáját. Ligeti nagy tiszteletnek örvendett a helyi művészeti életben, maga Stockhausen is elismerően nyilatkozott munkásságáról. Ösztöndíjának lejárta után Eimert munkát szerzett számára a WDR stúdiójában.
Új élményeinek köszönhetően ő is elektronikus zenével kezdett foglalkozni. Első ilyen műve a Glissandi, amelyen még König hatása érezhető, sem technikailag, sem pedig művészileg nem kiemelkedő, és érezhető rajta a kor műszaki behatároltsága, ami révén meglehetősen primitívnek tűnhet. Ennek ellenére a Glissandi mégis jelentős alkotás, mert ez volt az első műve, amelyben Ligeti megmutatta: képes amorf zenét írni, ritmus és ütem nélkül. Ez a vonás meghatározó lett későbbi munkásságában is, amikor visszatért az instrumentális zenéhez.
Második elektronikus zenei kompozíciója, az Artikulation 1958-ban készült el. Ez már sokkal kifinomultabb, és a hangok manipulációja révén egy kvázi-verbális beszédet szimulál. A zeneszerzés során ismerkedett meg a bonni egyetem fonetika intézetének vezetőjével, Werner Meyer-Epplerrel, akinél fonetikai és pszichoakusztikai előadásokat hallgatott. Stockhausen mellett Meyer-Eppler volt a legnagyobb hatással Ligetire, ami a hang és zene összetételét, képzését illeti. A művet Kölnben és Darmstadtban is bemutatták, nagy sikerrel. Az Artikulationt követően Ligeti a kor más zeneszerzőihez képest radikálisabban elvetett minden motivikus és tonális technikát, hasonlóképpen Iannis Xenakishoz és Krzysztof Pendereckihez.
Nyugat-Németországi tartózkodása alatt nagy lehetőség volt számára a részvétel a darmstadti Internationale Ferienkurse für Neue Musik című előadás-sorozatban, amelyen Európa progresszív zeneszerzői és zeneteoretikusai osztották meg egymással tapasztalataikat. Ligeti 1957-ben látogatott el a rendezvényre, ahol Luigi Nono és David Tudor, előadásait hallgatta. Ligeti is nagy elismerésnek örvendett, és 1959-ben már előadóként tért vissza.
Már az Artikulation előtt hozzálátott következő művének, az Atmosphères megkomponálásának, azonban hamar rájött, hogy negyvennyolc rétegű, tiszta szinuszhullámokból álló mű bemutatására nem volt technikai lehetősége. Csak 1996-ban, a számítástechnika fejlődésével sikerült a művet megszólaltatni Kees Tazelaar és Johan van Kreij jóvoltából a hágai hangtani intézetben. Ekkor tudatosult benne, hogy az, amit ő meg szeretne valósítani, az instrumentális zene révén sokkal könnyebben megvalósítható, mint az elektronikus zene által.
Ligeti a Die Reihében, 1960-ban megjelent összefoglaló tanulmányában, a Metamorphoses of Musical Formban összegezte mindazt, amit németországi tartózkodása alatt tanult. Ez a mű ugyanakkor összefoglalója a nyugati zene metodológiájának, és egyben Ligeti egyik legjelentősebb zeneesztétikai műve, az 1950-es évek fő zenei irányzata, a szerializmus kritikája.

### Első nagy sikerei
Ligeti első nagy sikere zeneszerzőként az Apparitions volt, amelyet 1960. június 19-én mutattak be a WDR koncerttermében, Kölnben. Eredetileg Mauricio Kagel egyik művét kellett volna bemutatni a Világzenei Napok keretén belül, de mivel a zeneszerző nem kapta meg országának, Argentínának a támogatását, a megürült helyre Ligeti műve került be. A közönség rajongott az 1950-es évek szerializmusától eltérő műért. Kevesebb mint egy évvel később bemutatták Ligeti második nagy zenekari művét, az Atmosphères-t. A donaueschingeni bemutató szintén óriási hírveréssel járt. A bemutató lehetősége szintén a szerencsén múlott, ugyanis eredetileg Luciano Beriót kérték fel egy zenemű megírására, ő viszont nem tudta vállalásait időben teljesíteni, így ismét Ligetire esett a szervezők választása. Mindkét mű már magán viseli Ligeti jellegzetes stílusjegyeit, amelyek majd a következő húsz év munkásságát is meghatározzák. Ligeti művészete azonban nem aratott osztatlan sikert, a müncheni bemutatón például kifütyülték.
Az Atmosphères bemutatóját követően Ligeti nemzetközi hírneve megnőtt, zenéjét például a BBC folyamatosan műsoron tartotta.
Az Egyesült Államok hatásának növekedésével, valamint a nemzetközi utazás egyre nagyobb térhódításával a kölni és a darmstadti avantgárd zenei iskolák jelentősége megcsappant, ezt az is bizonyítja, hogy Stockhausen is átköltözött egy időre New Yorkba, megismerni az ottani zenei életet. Ligeti zenéjét Leonard Bernstein ismertette meg az amerikai közönséggel, amikor 1964-ben New Yorkban bemutatták az Atmosphères-t, bár nem ez volt a legelső bemutatója, hiszen egy évvel korábban a kubai származású Aurelio de la Vega, bemutatta a San Franciscó-i egyetemen.
A Bécsben letelepedett Ligetit 1959-ben kérték fel, hogy tartson előadásokat a Svéd Királyi Zeneakadémián Stockholmban Bartók és Kodály művészetéről. Noha Seiber Mátyás javasolta állandó tanári állásra, ezt a kinevezését csak 1961-ben kapta meg, addig vendégtanárként tevékenykedett és zeneszerzési szemináriumokat vezetett.

### AFluxusköreiben

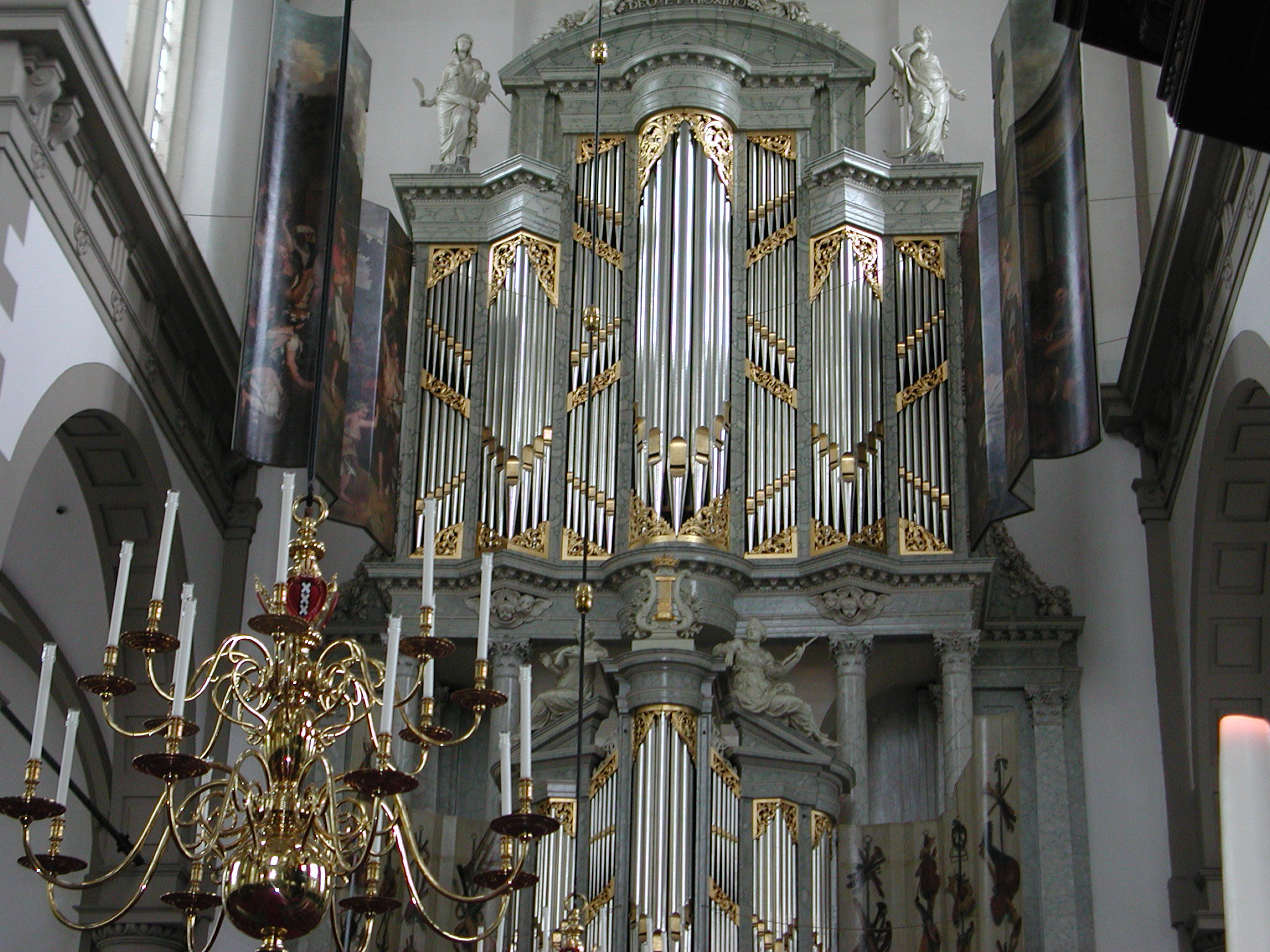
Az amszterdami Westerkerk orgonája, amelyen először mutatták be a Voluminát

Ligeti művészetére mély benyomást tett az amerikai John Cage, akivel Darmstadtban ismerkedett meg. Cage Concert for Piano and Orchestra című zeneműve nagy hatással volt rá, nem csak a zenei megvalósítást, hanem a rendezést és a képi megjelenítést illetően is. Noha Cage művészetét mindvégig nagyra tartotta, szoros barátság nem alakult ki kettejük között, elsősorban Cage nehéz természete miatt. Cage, Yoko Ono és a lett Almus Maciunas Fluxus név alatt egy kulturális magazint alapított, amit Maciunas galériája támogatott. A kezdeményezés komoly ráfizetéssel járt, és a galéria csődje miatt a tervezett avantgárd Fluxus antológia is megrekedt a terv szintjén. Maciunas Wiesbadenbe költözött, ahol az amerikai hadseregnél kapott állást, építésztervezőként.
Németországi tartózkodása alatt felvette a kapcsolatot az európai avantgárd zene képviselőivel, miközben Stockhausen az Originate bemutatójára készült. A kölni bemutató Pek Namdzsun agresszív előadásának köszönhetően (többször is beverte fejét a zongorába, körberohanta a színpadot és a termet) óriási botrányt keltett. Manciunas egy Fluxustársat látott Pekben, és együtt rendezték meg 1962-ben az első wiesbadeni Fluxus Fesztivált, melyre Ligetit is meghívták. Erre az alkalomra írta meg Trois Bagatelles című zongoraművét, amelyet nagy sikerrel a következő évek fesztiváljain is bemutattak. Ennek ellenére Ligeti nem tudta komolyan venni a mozgalmat és nem tudott azonosulni elveikkel, annak ellenére, hogy 1963-ig folyamatosan műsoron tartották műveit.
1961-ben Ligeti egy újabb kompozícióval állt elő: a Fragmentet bécsi kiadójának, Alfred Schleenek ajánlotta. Ligeti neheztelt rá, mert Schlee egyetlen zenekari művének bemutatóján sem vett részt. A kiadót, saját bevallása szerint nem érdekelte különösebben Ligeti munkássága, hiszen már olyan neves zeneszerzőket tudhatott a portófóliójában, mint Stockhausen és Pierre Boulez (egyébiránt Ligeti mellőzéséről később úgy nyilatkozott, hogy tévedés volt). Ligeti további műveit a Peters, majd a Schott kiadó publikálta. A Fragment bemutatója 1962. március 23-án azért is volt emlékezetes, mert egyike volt azon ritka alkalmaknak, amikor Ligeti színpadra állt vezényelni. Életében mindössze háromszor vezényelt, utoljára 1963-ban Münchenben, az Atmosphères bemutatóján. Kénytelen volt, ugyanis a bemutató előtt néhány nappal hunyt el a karmester, a neves Karl Amadeus Harmann. Ligeti nem rendelkezett karmesteri képzettséggel, és úgy nyilatkozott, hogy megrázó élmény volt számára.
Ligeti utolsó szerzeménye a Fluxus számára a Poéme symphonique 100 metronómra volt. Ennek bemutatóját megelőzően felkereste őt Hans Otte, a brémai rádió zenei vezetője, és felkérte egy orgonamű megírására a brémai katedrális számára. Ez lett a Volumina. A mű érdekessége, hogy a kottát nem hagyományos módon írta meg, hanem az akkoriban divatos grafikus módszerrel, azaz lerajzolta elképzeléseit a hangjegyek papírra vetése helyett. A mű előadására a svéd Karl-Erik Welint szemelték ki. A próbák során a göteborgi katedrálisban a hangzás miatt túlterhelt orgona elromlott. A hír eljutott Brémába is, és a városi tanács azonnal lemondta a bemutatót. A Voluminát végül a brémai rádióban hallhatta először a közönség felvételről, a stockholmi Sankt Johannes templomból. A mű premierjére 1962-ben került sor az amszterdami Westerkerk templomban.
A Fluxus számára készült Poéme simfonique for 100 metronomes ötlete nagyjából akkor született meg Ligeti fejében, amikor a japán zeneszerző, Icsijanagi Tosi Wiesbadenben bemutatta hasonló jellegű művét, ami a dadaizmus újjáélesztésének egyik próbálkozása volt. Ez tulajdonképpen egy antiművészeti alkotás, ritmusgyakorlat, melynek révén Ligeti a polifonikus zenei struktúrát vizsgálta. A bemutatóra Hilversumban került sor, a Gaudeamus Zenei Napok keretén belül. Meghívták ugyan az eseményre, viszont nem volt más kész műve, mint a Poéme simfonique. Tudta, hogy ez inkább polgárpukkasztásra való, s nem komoly zenei bemutatóra, ezért ellenkezett, de a holland szervezők ragaszkodása miatt 1963. szeptember 13-án mégis bemutatták a száz metronóm zenéjét.

### AzAventuresés aRequiem
Még budapesti tartózkodása idején foglalkoztatta az ötlet, hogy beszédet szimuláló zenét írjon. Kölnben beszélt erről Stockhausennek, aki azt tanácsolta, hogy az elektronikus zene segítségével próbálja megvalósítani tervét. Ez lett az Artikulation. Ligeti azonban többet akart, színészeket, akik elő is adják a művet, a kommunikációt (és a non-kommunikációt), ezért 1962-ben ismét hozzálátott egy ilyen jellegű mű megkomponálásához. Ez lett az Aventures, első stilizált zenés színpadi műve. 1963-ban, Hamburgban mutatták be.
Ezt követően hozzálátott a Requiem megkomponálásához, amit a Svéd Rádió rendelt meg tőle. Ennek egyik tétele, a Dies irae, az Aventures stíluselemeit hordozza magán. A Requiem befejezése után hozzálátott az Aventures folytatásához, a Nouvelles aventures-hoz. Mindkét mű mini-operának is tekinthető, hiszen egy sor, címmel ellátott jelenetet tartalmaz. E két mű számos magánéleti és művészeti hatásra jött létre, amint azt Ligeti írja visszaemlékezéseiben. Ilyen élmény, amikor szülővárosában először hallott román beszédet, vagy amikor megismerte a dadaista Kurt Schwitters költészetét és Stockhausen zenéjét. Mivel a bemutató előadásra elkészített forgatókönyv nem nyerte el tetszését, ő maga írja meg azt a zenéjéhez, és ebben leginkább Eugène Ionesco abszurd színházi művészetére támaszkodott. A számos színrevitel során, a rendezői elgondolások váltakozása miatt, az 1970-es években úgy döntött, hogy lemond a forgatókönyvről, és a zenés színpadi alkotásból elhagyja a színpadi részt.
Ligetit már korábban is foglalkoztatta egy gyászmise megkomponálása, ennek lehetőségét többször is felvetette stockholmi útjai során, és a Svéd Rádió részéről meg is érkezett a felkérés megírására. 1963-ban kezdett hozzá a komponáláshoz, az utolsó tételt 1965 januárjában fejezte be a Requiemet. Az év közepén már javában zajlottak a próbák, amikor a kijelölt karvezető, Eric Ericson kétségbeesett levélben kérte, hogy menjen el a próbákra, mert a kórus képtelen betanulni ezt a komplex művet. A technikai nehézségeken végül sikerült úrrá lenni, így a Requiemet 1965. március 14-én óriási sikerrel mutatták be. A zenei szaklapok arról cikkeztek, hogy a hatalmas kifejezőerővel bíró kompozíció óriási hatást gyakorolt a kortárs zenei életre. A mű elnyerte a Nemzetközi Kortárs Zenei Társaság (International Society of Contemporary Music=ISCM) első díját. Ligeti a Requeimmel szilárdította meg nemzetközi hírnevét.

### ALux aeternaés aLontano
Ligeti csak a gyászmise első négy tételét zenésítette meg, de tervezte az ötödik rész, a Lux aeterna megkomponálását is, így amikor 1966-ban a stuttgarti Schuola Cantorum felkérte egy kíséret nélküli kórusmű megírására, e tételt választotta. A felhívás akkor érkezett, amikor egy bécsi kórházban feküdt felépülőben súlyos bélperforáció-műtétje után. Fájdalomcsillapításként akkora morfiumadagokat kapott, hogy függővé vált, és csak három év múlva sikerült a gyógyszerről leszoknia, ennek ellenére a Lux aeterna nem egy drog hatására megírt pszichedelikus zenemű. Az 1966 novemberében bemutatott darab kiemelkedik Ligeti munkásságából tisztaságával és a mikropolifónia kifinomult használatával, egyike Ligeti leghíresebb zeneműveinek. Következő műve, az 1967 májusában bemutatott Lontano tulajdonképpen a Lux aeterna átkomponálása, kibővítése. Ligeti munkásságában is egyedülálló, hiszen a zeneszerző egyik művében sem kombinálta ennyire érzékien és furcsán a zenei utat a definíció hiányával és az eseménytelenséggel.

### AzŰrodüsszeia-eset
A Lontano donaueschingeni premierje után Ligeti egy különös helyzettel találta magát szemben: levelet kapott egyik New York-i barátjától, aki gratulált neki Stanley Kubrick 2001: Űrodüsszeia című filmjében felhangzó zenéjéhez. A meglepett Ligeti Bécsben megnézte a filmet, és valóban felismerte benne a Lux aeterna, az Atmosphères és a Requiem egyes részleteit. Ligeti zenéje nagymértékben hozzájárul a film rejtélyes légkörének felépítéséhez. Ezt a filmet számos kritikus korszakalkotó műnek nevezte, Tony Palmer filmrendező pedig úgy vélekedett, hogy Kubrick előtt a zene, mint hangulatfestő elem vett részt a filmekben, most pedig a narráció, a film szellemi hajtóerejének alapjává vált. Viszont sem Ligetitől, sem pedig a kiadójától nem kértek engedélyt a zene felhasználására. Kubrick eredetileg Alex Northot kérte fel, hogy szerezzen zenét Ligeti művei alapján, North viszont későn készült el a zenével, ezért Kubrick átvette Ligeti műveit. A zeneszerző panaszlevelet írt a filmet kiadó MGM-nek, és felvette a kapcsolatot a legnevesebb berlini jogászokkal. Hat év pereskedés után az MGM 1973-ban mindössze 3500 dollárt fizetett, aminek nagy részét Ligeti kiadói tették zsebre.
Az Űrodüsszeiának óriási sikere volt világszerte, és ennek köszönhetően Ligeti munkásságát is széles körben megismerték. Annak ellenére, hogy az MGM-mel való pereskedés megalázó volt, Ligeti jelentős összegeket kapott a filmzene eladásából származó jogdíjakból. Vitájuk ellenére Ligeti zenéje felcsendült Kubrick más filmjeiben, így a Ragyogásban és a Tágra zárt szemekben is.
A sors iróniája, hogy míg az 1960-as években vonakodott filmzenét írni, mivel úgy gondolta, az nem valódi zeneszerzőhöz méltó, annak ellenére, hogy óriási haszonnal járt volna, most pontosan a film világa emelte ki a pénztelenségből.
1966-ban a mainzi Schott kiadóval szerződött. Első műve, amely náluk jelent meg, a Lontano volt. 1968-ban írta a Continuum-ot a svájci csembalista, Antoinette Vischer megrendelésére. Ebben a műben sokkal inkább érvényesül a zenéjének úgynevezett meccanico karakterje, azaz Ligeti úgy áll hozzá a hangszerhez, mintha az egy hangokat gyártó gép lenne. Az ötlet König azon megállapításából bontakozott ki, miszerint, ha az egymást követő hangmagasságokat úgy illesztik össze, hogy másodpercenként húsznál több hallatsszon, akkor nem dallamként jelennek meg, hanem akkordokká egyesülnek.

### Vonós hangszerekre írt zeneművek
Ligeti maga az egyik legjelentősebb szerzeményének a 2. vonósnégyest tartotta, amelyet 1968 februárja és augusztusa között vetett papírra. A művet Baden-Badenben mutatta be 1969. december 14-én. A mű érdekessége, hogy korábbi műveitől eltérően öt tétele van. Ezt a felépítést későbbi zongora- és hegedűversenyeiben is alkalmazta, noha ez utóbbiakat csak háromtételes változatban mutatták be, ami azt mutatja, hogy az öttételes tervet nem lehetett könnyen megvalósítani.
Következő műve a 2. vonósnégyesen is túlmegy, tíz tételes, amit a Stockholmi Filharmonikus Vonósötös rendelt meg. Még mielőtt befejezte volna az utolsó tételt, figyelme az aktuális politikai helyzetre terelődött. 1968. augusztus 21-én a szovjet tankok bevonultak Csehszlovákiába, és véget vetettek a „prágai tavasznak”. Ligeti Bécsben élt, közel az eseményekhez, amelyek az 1956-os magyarországi forradalom során átélt élményeire emlékeztették. A lelkiállapota miatt hetekig képtelen volt komponálni, és csak karácsony előtt sikerült befejezni művét, amelynek bemutatójára 1969. január 20-án került sor Malmőben.
A Ramifications egytételes, szintén vonós hangszerekre írt mű. A szerzemény ötlete már 1967-ben felmerült, azonban csak 1968–1969-ben került rá sor. A darab megrendelésre készült, ugyanis 1965-ben megnyerte a Kuszevickij-díjat, ami azt jelentette, hogy záros határidőn belül zenét kellett írni Szergej és Natalja Kuszevickij emlékére. Az 1960 és 1974 közötti műveiben már érződik az eltolódás a zenei masszával való dolgozástól a többdallamúság felé. Ez az érdeklődés érződik a Ramificationsban is.

### Érdeklődésének eltolódása a mikrotonalitás felé
Ligeti már korábban, a Requiem „Kyrie” tételében is foglalkozott a mikrotonalitással, annak érdekében, hogy megoldásokat kapjon egyes vokális problémákra, és a Hamburg-Wellingsbütteli lutheránus templom orgonáján kipróbálta annak hangszeres hiányosságait. 1967-ben megírta a Harmoniest, az első orgonaetűdjét, ami egy olyan ellenálló hangszert igényelt, amely képes lecsökkenteni a légnyomást annyira, hogy normális körülmények között nem létrehozható mikrotonális hangközöket produkáljon. Az ősbemutatón a templom papja lekapcsolta az orgona motorját, és egy porszívót kötött az orgona fújtatójának helyére, hogy a hangszer megszólaltathassa Ligeti halvány, idegenszerű, romlottnak tűnő hangjait. A második orgonaetűdöt, a Coulée-t két évvel később írta, de ez már az orgona normális működésére alapozva, és hiányzik belőle a mikrotonalitás.
A Melodient 1971-ben írta a nürnbergi városi tanács felkérésére, Albrecht Dürer születésének ötszázadik évfordulójára. A mű kis zenekarra készült, ami lehetővé tette a hangszerelés finomságainak megszólaltatását. A mű nehézségeivel nem tudott megbirkózni a nürnbergi zenekar, ahogy 1972-ben, a darab amerikai premierjén, a Los Angeles-i zenekar sem. Itt Ligeti a neves karmesterrel, Zubin Mehtával is összetűzésbe került a mű rossz értelmezése miatt.

### Első amerikai látogatása
Ligeti 1969 és 1973 között sok időt töltött Berlinben mint ösztöndíjas. A Berlini Filharmonikusok több művét is bemutatták, számukra írta a fuvola-oboa kettősversenyt.
Az 1960-as években Ligeti egyre keresettebb zeneszerző lett, az egyetemek is szívesen kérték fel előadásokra, mert a klasszikus repertoár egyik legjobb elemzőjének számított, beható ismeretekkel rendelkezett Wagner, Debussy és Mahler munkásságáról. Rendszeres stockholmi és darmstadti látogatásai mellett előadásokat tartott Finnországban, Németországban, Hollandiában és Spanyolországban is. Egyik stockholmi látogatása során találkozott Sosztakoviccsal is, de kerülte a társaságát, mert a szovjet kommunizmus képviselőjének tartotta. Véleményét csak később, Sosztakovics negyedik szimfóniájának meghallgatása után változtatta meg, és sajnálatát fejezte ki amiatt, hogy lekezelően viselkedett pályatársával.
Ez idő tájt hívta meg a Stanford Egyetem előadótanárnak és egyetemi zeneszerzőnek. Ez annál is inkább furcsán hatott, mivel zenéje meg szinte ismeretlennek számított Amerikában. 1972 első felében hat hónapot töltött Kaliforniában, ahol megismerkedett a számítástechnika világával, és felismerte a benne rejlő lehetőségeket. John Chowning révén a stanfordi egyetem számítástechnikai laboratóriuma a világ első számú számítógépes zene központja volt, évekkel azelőtt, hogy Pierre Boulez Párizsban megalapította a Institute de Recherche et de Coordination Acoustique/Musique (IRCAM, 1976) intézetet. Chowning bemutatta neki saját, számítógépen komponált műveit, és a lelkesült Ligeti felajánlotta neki, hogy látogasson el Németországba, és tartson előadásokat a Darmstadti Nyári Egyetemen. A stanfordi stúdiósokkal kifinomultabb hangképzési technikákat tett lehetővé, mint addig a rádióstúdiók, és ez hozzájárult, hogy figyelme ismét az elektronikus zene felé terelődjön. San Franciscó-i tartózkodása alatt írta meg a Clocks and Clouds és a San Francisco Polyphony című műveit.
1972 áprilisában kirándulást tett Mexikóvárosban, ahol megismerkedett több kortárs zeneszerzővel, de Conlon Nancarrow-val akkor nem találkozott, akinek művészete később oly nagy hatással volt rá. Nancarrow komplex, többritmusú zenét komponált.

### Hamburg
Hat hónapos stanfordi ösztöndíja után az egyetem dékánja felkérte Ligetit, hogy vállaljon állandó tanári állást az intézményben, mivel úgy tudását, mint személyét nagyra becsülték. Ligeti azonban vissza akart térni Európába, tisztában volt vele, ha marad, neve obskuritásba süllyed, a különböző egyetemi, művészeti központok közötti nagy távolságok miatt. Európában a nagy zenei központok (Párizs, Amszterdam, Berlin) viszonylag közel voltak egymáshoz, másrészt az európai országok sokkal jobban támogatták a művészeteket, mint az Egyesült Államok. Ezért 1972 nyarán Ligeti visszatért Berlinbe. De szükségét érezte egy állandó tanári állásnak, ami állandó jövedelmet biztosít számára. Nagyjából egy időben négy helyről kapott állásajánlatot: Bécsből, Berlinből, Kölnből és Hamburgból. Elsőre valószínűleg Bécset választotta volna, ha kapcsolata Verával (aki ekkor az osztrák fővárosban élt) újra nem romlott volna meg. Kölnbe szeretett volna menni, azonban nem sikerült megegyeznie a bérezést illetően. Második opciója Bécs lett volna, de közben megváltozott az intézet vezetősége, és a meghívó elévült. Berlinben nem szívesen vállalt volna állást, mivel kellemetlenül érezte, hogy a várost a keleti blokk fogja közre, így Hamburg maradt, a Hochschule für Musik. 1973-ban foglalta el tanári állását az intézményben. A következő tizenhat évének nagy részét itt töltötte, de évente több hetet töltött Bécsben a családjával.
Később Ligeti többször is hangot adott annak a véleményének, hogy Hamburg választása tévedés volt. Munkásságát ugyan kellőképpen javadalmazták, de a város kulturális élete stagnált, sőt az intézet nem vásárolta meg neki a beígért „óriás számítógépet”, amin az elektronikus zene új perspektíváit szerette volna kipróbálni. Viszont elvállalhatott időszakos külföldi felkéréseket. Így tett 1974-ben, amikor családjával visszatért Amerikába, a lenoxi Berkshire Music Centerbe, mesterkurzusokat tartani. Ezt követően Franciaországba utazott, Avignonba, ahol részt vett egy Pierre Boulez által, az elektronikus zenéről szervezett konferencián. Itt ismerkedett meg Jean-Claude Risset-vel, aki a legnagyobb kortárs számítógépes zenei szakértőnek tartottak. Risset elméleteinek hatása erősen érződik Ligeti későbbi zongoraetűdjein. Avignon után Glasgowba utazott a Musica Nova fesztiválra, ahol bemutatták a brit közönség előtt a kettősversenyét. A következő év nyarán zeneszerzés órákat tartott a sienai Accademia Chigianán. 1976-ban feladta a darmstadti részvételét is, és úgy döntött, kizárólag Hamburgban tanít zeneszerzést. Ezt mindössze egyszer szegte meg, 1979-ben, amikor Aix-en-Provence-ban kérték fel mesterkurzus tartására. Hamburgban előbb az iskolában, majd saját lakásán tartotta óráit. Szemináriumait a diákjai demokratikusként és informálisként jellemezték.

### A nagy kaszás

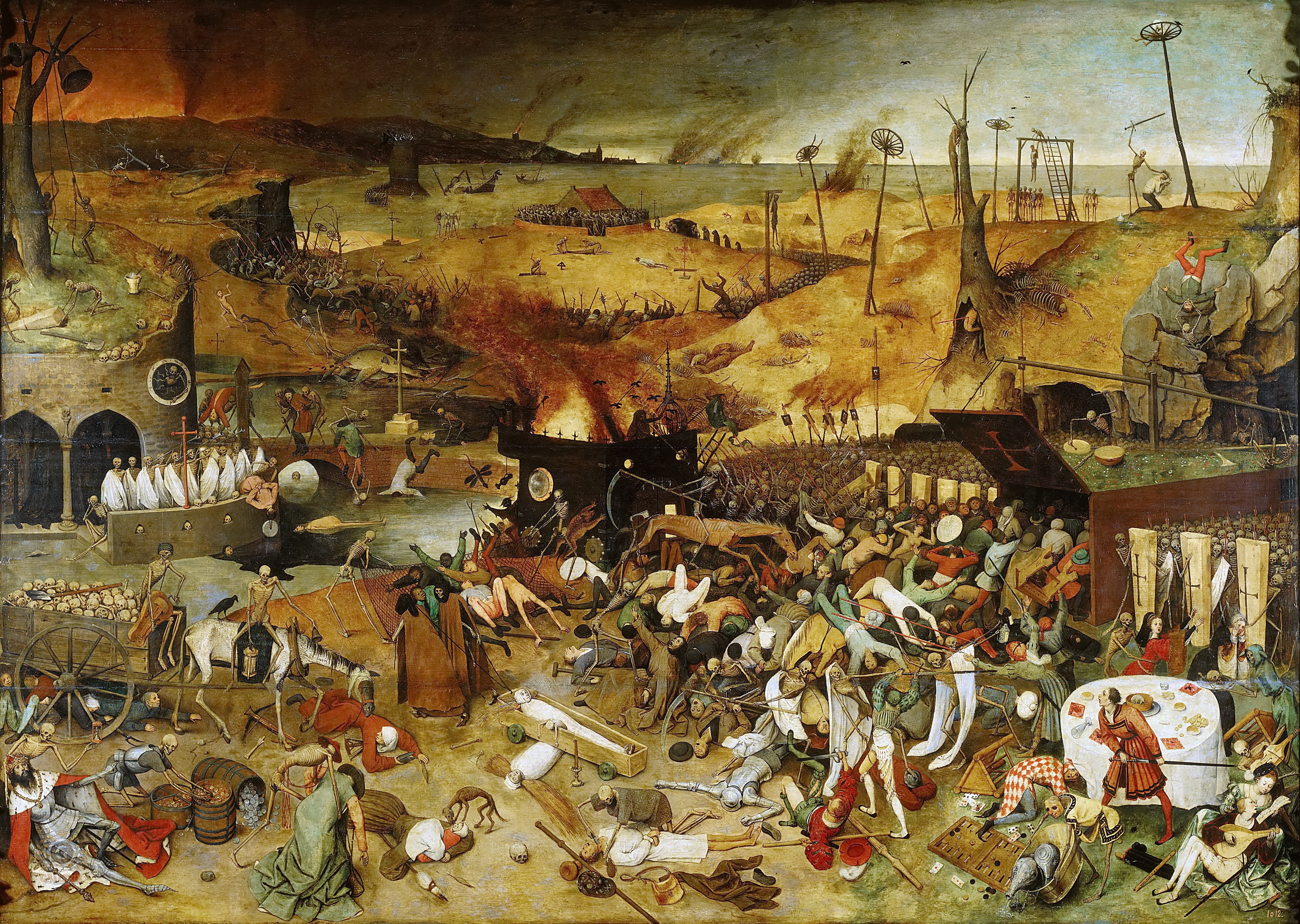
Bruegel híres festménye, A halál diadala, Ligeti operájának egyik ihletője

1978. április 12-én sor került Ligeti első operájának, a Le grand macabre (A nagy kaszás) bemutatójára Stockholmban. A bemutatót már egy évvel korábban bejelentették, de gondok voltak a nehéz mű betanításával, és a pletykák szerint kifogásolták a librettó pornográf tartalmát is, féltek tőle, hogy a sajtó puritánabb képviselői emiatt kedvezőtlenül fogadják majd. Ebben az operában Ligeti megmutatta, hogy az avantgárd elemeket képes a hagyományos stíluselemekkel ötvözni, és képes zenét komponálni „valódi hangokra”, s ezáltal elkezdődött számára a Magyarországon töltött éveinek a „rehabilitációja”. A bemutatónak nagy sikere volt, annak ellenére, hogy a hosszas, svédül előadott párbeszédeket a nemzetközi közönség nem értette.
Már az 1970-es évek eleje óta foglalkoztatta a zeneszerzőt egy opera megírásának a gondolata, ebben nagy támogatója Göran Gentele, neves svéd színész-rendező volt, akinek tragikus halála azonban megakadályozta közös tervük megvalósítását. Még az előtt látta Hamburgban Mauricio Kagel Staatstheater című drámáját, amelynek újszerű instrumentális és mozgásszínházi koncepciója és annak „anti-színházi” jellege magával ragadta Ligetit. Ezt követően egyre világosabbá vált Ligeti számára, hogy képtelen lesz egy „valódi operát” megírni, hiszen elgondolásai a saját Aventures című művében és Kagel drámájában már megvalósultak, így újat nem tudott volna felmutatni. Ekkor döntötte el, hogy „anti-anti-operát” ír. Gentele révén szerződése volt a Svéd Királyi Operával, és az előadás megvalósítói is meg voltak már: a rendező Michael Meschke volt, a Aliute Meczies látványtervező és Elgar Howarth karmester. Amikor a csapat találkozott, Ligeti előállt új tervével, egy kegyetlen és ijesztő „valamit” akart, akárcsak Bruegel és Bosch festményei, vagy Jarry, Kafka és Boris Vian regényei. Meczies ekkor javasolta neki Michel de Ghelderode flamand drámaíró La Balade du Grand Macabre című művét.
Ligetinek megtetszett a mű, és eldöntötte, hogy abszurd operát ír, egy színes, képregényszerű musicalt, drámai cselekménnyel. A zenét illetően ragaszkodott hozzá, hogy ne legyen szimfonikus. Gondot okozott a nyelv kiválasztása, a magyar túlságosan is sajátosnak bizonyult, Ghelderode francia nyelven írta, de német anyanyelvű volt. Ideálisnak opera számára az olaszt vagy angolt tartották, ennek ellenére az ősbemutatót svédül tartották meg, mert Ligeti ragaszkodott hozzá, hogy a művet mindig az adott ország nyelvén állítsák színpadra. Csak 1996-ban, amikor átdolgozta a művet, javasolta elsődleges nyelvként az angolt.
Az operát az ősbemutató után Európa több neves operaházában is műsora tűzték. Az előadások változó sikereket arattak, elsősorban az eltérő rendezések miatt. A németországi bemutatót Hamburgban óriási polémia kísérte, elsősorban a szado-mazochistiszkus színpadi elemek felvonultatása miatt, s ez a zeneszerző tetszését sem nyerte el. Az egyik legsikeresebb bemutatóra 1979-ben Bolognában került sor. A művet bemutatták Párizsban, Londonban, majd legvégül 1984-ben Freiburgban. Ezután hét évig lekerült a műsorról, s csak az 1990-es évek elején elevenítették fel osztrák és svájci társulatok.
Ligeti ekkor úgy érezte, hogy a mű megérett egy átdolgozásra, úgy gondolta, hogy túlságosan szolgaian vette át Michael Meschke dramaturgiai javaslatait. 1995 decemberétől 1996 augusztusáig dolgozott a művén, de egy katasztrófa szinte megakasztotta a mű revízióját. Bécsi lakásának első emeletén tűz ütött ki, és csak Vera gyorsaságának köszönhette, hogy egyáltalán megmenekült, és a tűzben Ligeti számos kézirata is elpusztult. Az átdolgozott Le grand macabre bemutatójára 1997. július 28-án került sor a Salzburgi Fesztivál keretein belül. Az új mű zeneileg sokkal kiforrottabb, és a kihúzott párbeszédek miatt dinamikusabb lett. Időközben Münsterben színre vitték az eredeti verziót, amit Ligeti az opera eredeti változatának egyik legjobb színpadra állításának tartott.

### Alkotói válságban
Már operája bemutatója előtt következő művein gondolkodott, de ezek bemutatóit befolyásolta a Le grand macabre sikere, másrészt alkotói válságba is került, nem tudta, milyen irányba folytassa zeneszerzői munkásságát. Ebben szerepet játszott a darmstadti nyári egyetem jelentőségének csökkenése, az addig divatos szerialista dogmák elhalványulása, és nem utolsósorban Ligeti sorozatos egészségi problémái.
Ez idő alatt került a zeneszerző kezébe Douglas Hofstadter Gödel, Escher, Bach: An Eternal Golden Braid (a Metaphorical Fugue on Minds and Machines in the Spirit of Lewis Carroll) című műve, amely Bach zenéjét, Escher grafikáit vizsgálta Gödel matematikai téziseinek tükrében. Ligetit magával ragadta Hofstadter könyve és annak folytatása, a Metamagical Themas, úgy érezte, hogy ugyanazok a gondolatok voltak leírva bennük, amiket ő is meg szeretett volna a zenéjében valósítani. 1981 decemberében megpróbálkozott ezen új eszméket beépíteni a készülő zongoraversenyébe, de nem járt sikerrel, így végül a félbe hagyott, hegedűre, kürtre és zongorára írt trióját fejezte be. A következő két évben mindössze két újabb munkája jelent meg, a Drei Phantasien nach Friedrich Hölderlin és a Magyar Etűdök. Ezek a művek arról tanúskodnak, hogy visszatért Ligeti alkotói önbizalma, de ugyanakkor tudatosult a zeneszerzőben, hogy a második opera még várat majd magára, hiszen a zongoraversenye még nem készült el. Ezt csak 1988-ban fejezte be. A mű megírásának hosszas folyamata nem csak Ligeti kemény önkritikájának bizonyítéka, hanem azon képességének is, hogy képes volt a zenéjét megújítani a műszaki és esztétikai alapoktól kezdve.
A Le grand macabre-ot időközben számos európai operaházban bemutatták, és ez arra ösztönözte Ligetit, hogy készítse el a mű rövidített, koncertváltozatát. Az ötlet tulajdonképpen kiadójától származott azt követően, hogy egyes német zenekritikusok keményen bírálták az opera színpadképességét.
1987-ben Bécsben készítették elő az opera koncertváltozatának bemutatóját Elgar Howarth vezetésével. Eirian Davies, az egyik főszereplő, az utolsó pillanatban megbetegedett. Eleinte nem találtak megfelelő énekest a helyettesítésére. Végül úgy döntöttek, a svéd trombitaművészt, Håkan Hardenberget bízzák meg a feladattal. Az ötlet, hogy a titkosrendőrség (Gepopo) főnöknője három áriájának szólamát trombitára írják át, összhangban volt a darab humorával és abszurditásával. A bemutató fontos lett volna Ligeti számára, mert az előadásról felvétel is készült volna, de azt Eirian Davies megbetegedése és a darabon tervezett változtatások miatt el kellett halasztani. A trombitaszólót, amelyet később szoprán szólammal egészítette ki a zeneszerző, és Mysteries of the Macabre címen különálló műként is megjelentette. Az opera más részeit is kiadták koncertformában, így az autódudás nyitányt, valamint a befejező passacagliát is. Ezeket Howarth gyűjtötte össze Macabre Collage cím alatt, és 1992-ben a firenzei Maggio Musicalén mutatták be, a zeneszerző születésnapja alkalmából.

### Magyarországi rehabilitációja
1978-ban Ligeti mindössze két csembalóra írt művet komponált. Ezeknek már a címe is azt bizonyítja, hogy ismét feléledt benne az érdeklődés magyar gyökerei iránt. A két mű a Hungarian Rock és a Passacaglia ungherese. Az előzőt Elisabeth Chojnacka, lengyel csembalóvirtuóz számára írta, míg az utóbbit Eva Nordwall számára, Ove Nordwall neves muzikológus feleségének.
Időközben értesült arról, hogy Budapesten egy portré-koncertet szerveznek műveiből, 1967 után ugyanis a liberálisabb magyar kormány amnesztiát hirdetett a politikai emigránsok számára. Még abban az évben az édesanyja vízumot kért, és meglátogatta őt. Két évvel később egy zenei vetélkedő zsűrijébe hívták meg Budapestre. Így 1970-ben, tizennégy évvel távozása után, ismét Magyarországon találta magát. Az 1979-es koncert azért is jelentős volt, mert műveit időközben már a Varsói Szerződés több országában is bemutatták, kivéve Magyarországon. A koncert azt bizonyította, hogy Ligetit mint zeneszerzőt Magyarországon is elismerték, ezután megélénkültek a kapcsolatai a kortárs magyar zeneszerzőkkel is.
Az 1970-es években hosszan tartó romantikus kapcsolatba került Aliute Meczies német díszlettervezőnövel, aki többek közt operája bemutatójának díszleteit is tervezte. Egy évtizedig éltek együtt Berlinben majd Hamburgban. Vera, akit nagyon bántott az így kialakult szituáció, végül nem tehetett mást, minthogy elfogadta azt. Miután 1980 elején kapcsolatuknak vége lett, Ligeti egy francia énekesnővel bonyolódott szerelmi viszonyba. Ez azonban rövid ideig tartott, hiszen a nő családja nagy nyomást gyakorolt rájuk, hogy házasodjanak össze. Neki azonban volt felesége: Vera. 1981-ben meghalt édesanyja, akivel ugyan távolságtartó viszonya volt, de mindig segítette fiát. Ligeti boldog volt, hogy sikerült anyjának nyugodt körülményeket biztosítania utolsó éveiben, Bécsben.
1982-ben egy újabb dilemmával állt szemben. Meghívták a Párizsi Konzervatóriumba, a Messiaen nyugalomba vonulásával megüresedett állásba. Noha a felkérés óriási elismerést jelentett, mégis úgy döntött, hogy nem fogadja el, mert tartott a francia bürokráciától és a bizottsági gyűlésektől, amelyeken részt kellett volna vennie. Hamburgban maradt, annak ellenére, hogy csalódottnak érezte magát. Az intézet élén megtörtént vezetőváltással az oktatás iránya a kereskedelmi zene irányába tolódott, és kevesebb támogatást kaptak az ő zeneszerzés kurzusai is.
1983-ban Stuttgartban ünnepi koncertet rendeztek Ligeti hatvanadik születésnapja alkalmából. Ezen kellett volna bemutatni a Magyar Etűdöket, de a tervezett három etűdből mindössze kettő készült el, a harmadikat az év második felében mutatták be Metzben. Az etűdöket Weöres Sándor verseire komponálta. Ligeti nagy örömét lelte abban, hogy közel negyed évszázad után ismét magyar szövegre szerezhetett zenét.

### Versenyművei és a madrigálok
Ligeti utolsó évtizedeinek kétségkívül egyik legjelentősebb műve a tizennyolc zongoraetűd. A három könyvbe szerkesztett műveket 1985 és 2001 között írta. A kritikusok az egyik legjelentősebb 20. századi zongoraetűd-sorozatnak tartják a darabokat, amelyek virtuóz technikákat ötvöznek kifejező tartalommal, Chopin, Liszt és Debussy etűdjeihez hasonlóan.
A másik nagy mű, amivel az 1980-as években foglalkozott, a Zongoraverseny volt. Az első feljegyzések 1980-ból származnak, de csak nyolc év múlva fejezte be, mert többször is elakadt kompozíció-technikai problémák miatt. Megpróbálta alkalmazni az első etűdjeiben (1985) használt úgynevezett lamento-technikát, de ez sem jelentett megoldást problémájára, ami tulajdonképpen inkább stilisztikai volt, mintsem ötlethiányra visszavezethető. A Zongoraverseny kiváló példája a zeneszerző poliritmikus zenével való próbálkozásainak. Saját maga úgy vélte, hogy ez a legkomplexebb és technikailag legigényesebb szerzeménye. A művet kis zenekarra hangszerelte, számos szokatlan hangszerrel, mint például szájharmonika, dzsesszfuvola és okarina. Az első és az ötödik tételben minimalista elemek fedezhetők föl, amelyek kihasználják a zongora extrém regisztereit. A második tétel Bartók Béla éjszaka zenéjét idézi hangulatában. A zongoraverseny első három tételének ősbemutatójára 1986 októberében került sor Grazban a Bécsi Filharmonikusokkal Mario di Bonaventura vezetésével. A teljes művet 1988 februárjában mutatták be Bécsben. A többlépcsős bemutatók innentől szokássá válnak: a zongoraverseny mellett hegedű- és kürtversenyét, a brácsaszonátát, valamint a Nonszensz Madrigálokat is félig készen mutatták be.
1988-ban, hatvanötödik születésnapja alkalmából több európai városban is ünnepi koncertet rendeztek a tiszteletére, többek között Berlinben. Ez alkalommal mutatta be a King’s Singers a Nonszensz Madrigálok első darabjait. A madrigálok megírása lehetőséget nyújtott neki, hogy visszatérjen kedvenc íróinak és költőinek munkásságához. Eleinte ismét Weöres verseit akarta megzenésíteni, de mivel a madrigálok angol együttes számára készültek, angol szövegek: XIX. századi nonszensz gyerekversek mellett döntött Lewis Carroll, William Brighty Rands és Heinrich Hoffmann tollából. A teljes művet 1993-ban, a huddersfieldi Kortárs Zenei Fesztiválon mutatták be.
1984-ben Saschko Gawriloff hegedűművész, aki részt vett a kürttrió bemutatóján is, javasolta Ligetinek egy hegedűverseny megírását. Ligeti csak az 1980-as évek végén kezdett el komolyabban foglalkozni az ötlettel. Mintaképei előbb Paganini és Bach voltak, de az 1980-as évek végén megismerte a tragikus sorsú Claude Vivier művészetét, akinek zenéjében a keleti zenei motívumok ötvöződtek a régi zenei stílusokkal. Ligetinek különösen az tetszett, hogy Vivier minden zenei iskolától különálló, egyéni stílust alakított ki, saját bevallása szerint, nagyon szubjektív, romantikus, dekadens zenét.
Bár nyolctételesre tervezte a művet, a végső forma ezúttal is öttételes. Egyike Ligeti legszebb műveinek, és kiválóan reprezentálja késői időszakának stílusát, az avantgárd próbálkozások és a hagyományos melodikus és formális konvenciók szintézisét. A zenében többek között mikrotonalitás, magyar és bolgár népzene, valamint reneszánsz motívumok ötvöződnek.
A komponálás négy évig tartott (1989 és 1993 között). Egy első, háromtételes változatot a kölni rádió szimfonikus zenekara mutatott be 1990 novemberében. Ez követően Ligeti átdolgozta művét, az első tételt teljesen átírta, és még írt két újat. Az átdolgozott változatot Pierre Boulez vezényletével mutatták be 1993 júniusában, szintén Kölnben.
1990 nyarán Ligeti díszvendégként részt vett a szombathelyi Bartók Fesztiválon. Az előző évben kétszer is ellátogatott ugyan Magyarországra, de 1983 óta ez volt az első hivatalos meghívása. Itt mesterkurzust tartott, előadást tartott a Zongoraetűdökből, és ismét találkozott Kurtág Györggyel.
Visszatérve Hamburgba tovább folytatta a hegedűverseny komponálását. Ebben az időszakban, egyik kölni látogatása során hallotta Tabea Zimmermann kiváló brácsajátékát, s ez adta az inspirációt, hogy írjon egy brácsaszonátát. A mű tételeit külön mutatta be. A teljes darabot Zimmermann az 1994-es güterslohi zenei fesztiválon mutatta be.

### Új opera?
A Le grand macabre 1978-as sikeres stockholmi bemutatója után Ligeti újabb opera megírásának a lehetőségén gondolkodott. Az 1980-as évek elején elvállalta, hogy a londoni English National Opera számára komponál egy operát Shakespeare Viharja alapján. 1983-ban Boulez és Nicholas Snowman, a párizsi IRCAM (Institut de Recherche et Coordination Acoustique/Musique) művészeti igazgatója, egy közös vacsorán kérték fel, hogy készítse el a Vihar elektronikus zenére írt változatát, meghívták a párizsi intézetbe, és megnyugtatták afelől, hogy nem kell tökéletesen értenie a számítógéphez, hogy jó zenét komponáljon. A párizsi látogatás adminisztratív okok miatt elmaradt ugyan, de az ötlet tovább foglalkoztatta Ligetit, és első elképzeléseit papírra is vetette. A Vihar azonban sohasem valósult meg, az 1980-as és 1990-es években Ligetit már más művek komponálása foglalta le, többet közt a kürttrió, a Zongoraetűdök valamint a hegedűszonáta. Ezek olyan kompozíciók voltak, amelyeket Ligeti már korábban beígért, így elsőbbséget élveztek, másrészt pedig tovább dolgozott a Le grand macabre új változatán. Egy új opera megírásának ötletét valószínűleg 1997-ben vetette el végleg, a Le grand macabre salzburgi bemutatója után, amikor is kellemetlenül érintette, hogy elgondolásainak nagy része nem valósulhatott meg a rendezői (Peter Sellars) újragondolás miatt. Csalódottan távolodott el az operától. Másrészt saját bevallása szerint nem találta meg azt az alaphangot, ami köré felépíthette volna a Vihart, amit tulajdonképpen nem is operának, hanem grandiózus színpadi költeménynek képzelt el.

### Lemezfelvételei

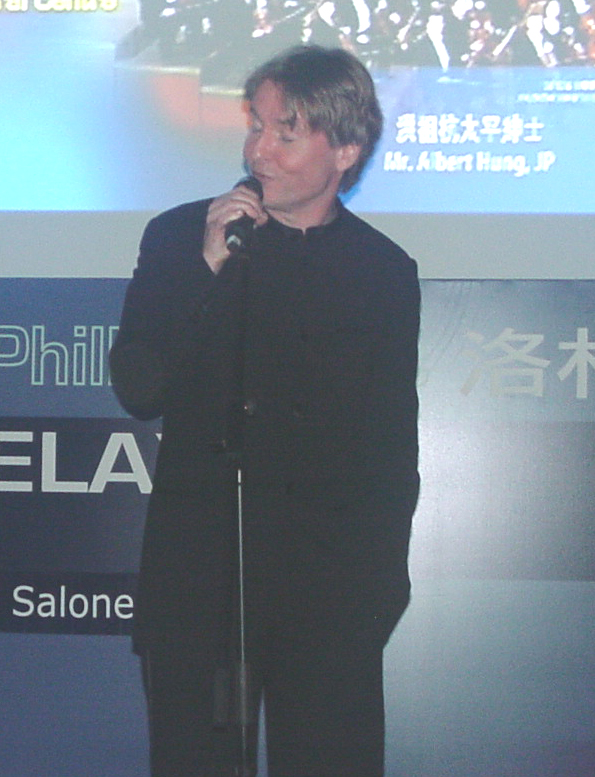
Esa-Pekka Salonen

Mindeközben a Londoni Filharmonikus Zenekar közreműködésével egy nagyszabású projektbe vágott bele, mégpedig összes művének (beleértve a Magyarországon írottakat is) felvételébe. 1989-ben a londoni koncertteremben fesztivált rendeztek Ligeti tiszteletére, és kilenc este alatt harmincöt művét mutatták be. Végül 1994 tavaszán a Sony Classical elkezdte a felvételeket. A tervezett 13 lemezből 8 jelent meg 1999-ig, épp a zenekari művek nem.
Időközben befejezte hegedűversenyét is, amely azonban nem vált különösebben ismertté a közönség köreiben, annak ellenére, hogy több helyen is bemutatták. 1993 tavaszán Kaliforniában mutatták be a művet a Paul Getty Alapítvány támogatásával. A Los Angeles-i zenekart Ligeti egyik kedvenc karmestere, a finn Esa-Pekka Salonen vezette. Ligeti remélte, hogy megvalósulhat a hegedűverseny CD-felvétele is, de a nagy költségek, valamint a zenekar elfoglaltsága ezt nem tették lehetővé, így ismét a londoniakat kérte fel.
Ennek a felkérésnek egy váratlan politikai vonzata is lett, hiszen ugyanebben az esztendőben a Brit Művészeti Tanács felülvizsgálta a támogatandó zenekarokat. A 650 ezer fontnyi támogatástól a zenekar túlélése függött. Következő lépésként Salonen ügynöksége Clocks and Clouds néven egy két évig tartó Ligeti-fesztivált szervezett, amelyet 1996 decemberében, a Sony sorozat első négy CD-jének kiadásával nyitottak meg, és amelynek csúcspontja 1998-ban, a zeneszerző hetvenötödik születésnapján volt. Az ambiciózus tervek megvalósítását azonban gátolták a brit zenekari hagyományok, amelyek a kevés próbára alapoztak. Noha a londoni filharmonikusok már több Ligeti-művet is játszottak, az újak betanítására kevés idő maradt, és ez a tökéletesség kárára vált. Ligeti többször is hangot adott elégedetlenségének, és szerette volna megakadályozni a felvételek elkészülését. Sőt, Hamburgban megpróbálta egy hangmérnök segítségével javíttatni a felvételek minőségét.
Vincent Meyer, aki a művek felvételeinek nagy támogatója volt, szintén csalódott az eredményekben, de további anyagi támogatásáról biztosította a zeneszerzőt, és így jött létre a szerződés a Teldec kiadóvállalattal, amely 2001-ben indította el a Ligeti Project-et, hogy a Sony sorozatból hiányzó műveket (és az Aventurest, amivel Ligeti elégedetlen volt) felvegyék, és 2004-re be is fejezték.
A Teldec projekt keretén belül két új művét is lemezre vették: a 2001-ben bemutatott Hamburg Concertót valamint a Síppal, dobbal, nádihegedűvel című dalciklusát. Ez utóbbit ugyan a concerto után komponálta, de azt megelőzően mutatták be, 2000-ben. A dalciklust az Amadinda Ütőegyüttes és Károlyi Katalin számára írta.

### Utolsó évei
A 2000-es évek elején számos jelentős kitüntetéssel jutalmazták. 1986-ban a zongoraetűdökért megkapta a Grawemeyer-díjat, majd 2000-ben Helsinkiben Sibelius-díjjal jutalmazták, 2001-ben pedig átvette a japán császári család jelenlétében a művészeknek járó Kiotó-díjat.
2002-től egészségi állapota miatt kénytelen volt szüneteltetni a komponálást, ugyanis idegrendszeri problémái akadályozták a mozgásban. Noha utolsó éveiben kerekesszékbe kényszerült, családja kérésére betegségének okát nem hozták nyilvánosságra.
2006. június 12-én hunyt el Bécsben, 83 évesen. Hamvait a bécsi Zentralfriedhofban helyezték örök nyugalomra, magas rangú magyar és osztrák méltóságok jelenlétében.

## Művészete és öröksége

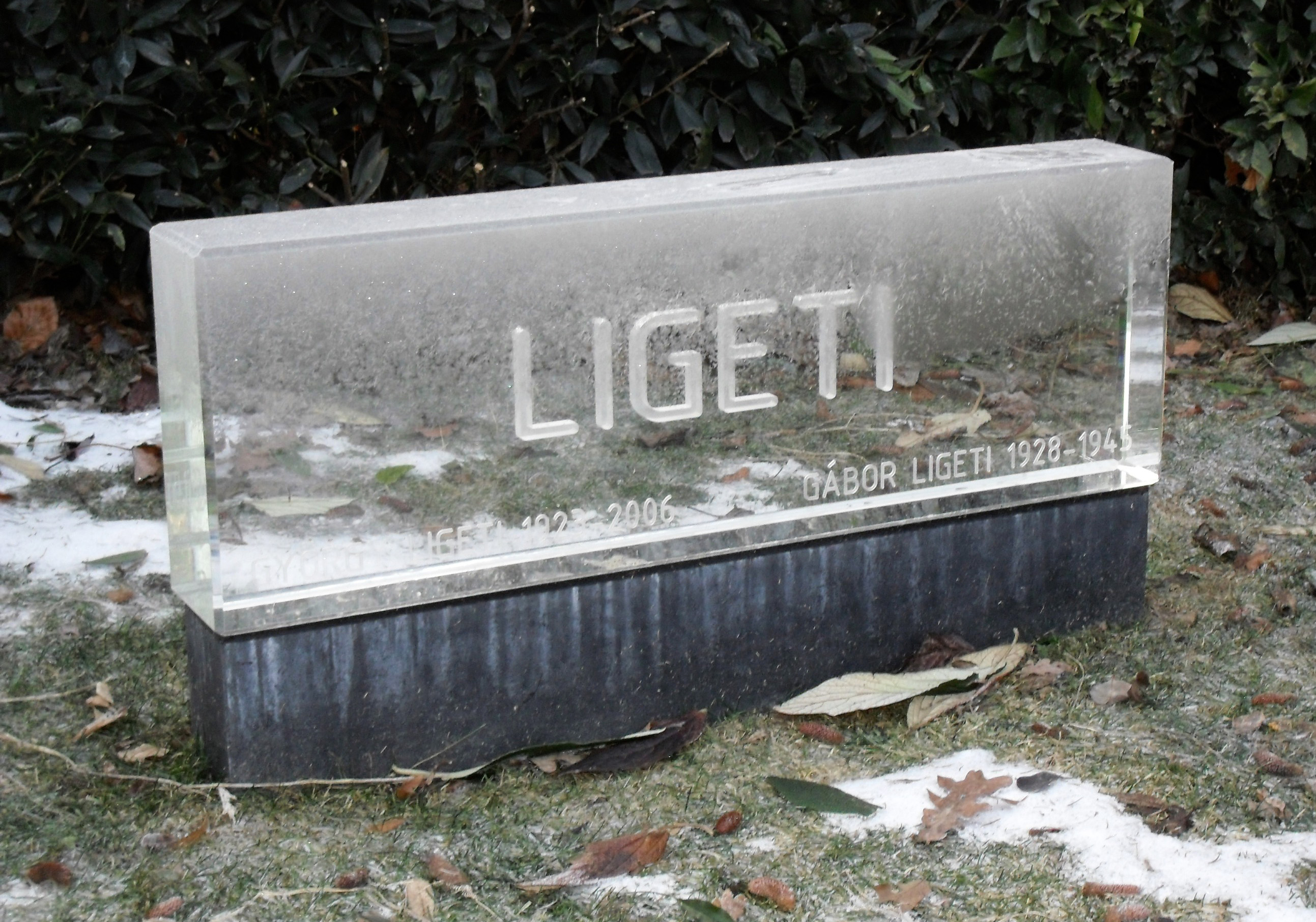
Ligeti sírja a bécsi Zentralfriedhofban

### Magyarországon
A világháború utáni műveinek egy része népdalfeldolgozásokból állt, másik részét az „asztalfióknak” írta. Ez utóbbiak olyan művek, amelyekben már jelentkezik újszerű művészete, ami azonban nem volt „kompatibilis” a magyarországi szovjet mintára szerveződő művészeti kánonnal. A Pápainét például betiltották, annak ellenére, hogy népdalfeldolgozás, feltehetően azért, mivel gyilkosságról szólt, és ezért a kommunista hatalom számára „disszonánsnak” tűnt. Első művei Bartók hatását mutatják. Korai művei közül a legfontosabbak (Musica ricercata, az Első vonósnégyes, Éjszaka-Reggel) útkeresésként is felfoghatók saját nyelv kialakítására, saját eszközök kifejlesztésére tett próbálkozásokként.

### Szerialista útkeresés
Nyugatra való távozása után Ligetit két zenei problémakör foglalkoztatta, mégpedig a szerializmus és az elektronikus zene.
A szerialista felfogás a legjobban az Apparitions című művében érzékelhető, amelynek első változatát – amely később a darab első tétele lett –, 1956-ban, Budapesten vázolta fel, nem ismerve még a Nyugat-Európában akkorra már teljesen kialakult szeriális eljárást. Amikor 1957-ben Kölnben megismerte Webern, valamint a háború utáni nemzedék zenéjét, átkomponálta a művet, és az új változatban már érvényesültek a szeriális zenéből leszűrt tapasztalatok. A szeriális zenére ugyanúgy reagált, mint a saját korábbi zeneszerzői eljárásmódjaira: egyszerre megtagadva és továbbfejlesztve, vagyis módosítva őket. Amit a szeriális zenének köszönhet, az inkább a strukturális összefüggésekbe való belelátás, valamint az igen finom zenei felosztásokban való gondolkodás iránti érzékenység. Zeneszerzői fejlődésének meghatározó része volt Stockhausen és König személyes megismerése, valamint Boulez műveinek tanulmányozása. Ligeti számára a kezdetektől fogva világos volt, hogy a zeneszerzői útja nem igazodik majd teljesen a szeriális elvekhez, hiszen egészen más kompozíciós feltételekkel és korábbi tapasztalatokkal érkezett a nyugati világba.
1957-ben a szeriális komponálás két aspektusát vizsgálta. Először is azt, hogy a szerialisták egyenjogúvá tették a zene valamennyi elemét, úgymint a hangmagasságokat, az időtartamokat, a hangszíneket és a dinamikai értékeket. Abból, hogy elhasználódtak a hangközviszonyok, vagyis mindenfajta harmónia, és hogy ennek következtében a hangközkarakterek nivellálódtak, arra a következtetésre jutott, hogy mindenekelőtt eltüntette a hangközöket, mint szerkezeti elemeket: szólamszövevényeket komponált, amelyek olyan sűrűek voltak, hogy az egyes hangközök elmerültek bennük, és már nem hangközökként, hanem csak együttesen, hangközhalmazokként funkcionáltak. Ezzel azonban kiiktatta a hangmagasság funkcióját is: a hangmagasságsorok értelmüket vesztették, helyettük a belső mozgásviszonyok és a szólamhálók szövésmintája vált elsődlegessé a struktúra- és a formaépítkezés szempontjából, a hangmagasságoknak és a hangközöknek – mint hangfekvések (regiszterek) és hangsűrűségek viszonyainak – csak globális funkciójuk maradt.
A szeriális komponálás másik problematikus aspektusa az volt, hogy a zene valamennyi elemi paraméterét egy egységes séma szabályozza. A szerialisták megkövetelték, hogy ugyanaz az egy alaprend nyilvánuljon meg minden paraméteren belül. Egy olyan tendencia is érvényesült, hogy a hangmagasságsort tekintették a kiindulási rendnek, és ennek analógiájára szervezték a többi elemet is, méghozzá oly módon, hogy a hangoknak a soron belül elfoglalt helyét számokkal jelölték. Ezután a számsort leválasztották a hangmagasságsorról, és az időtartam, a hangszín, a dinamika paraméterére applikálták, később pedig általánosabb meghatározottságú tényezőkre, mint például a sűrűségviszonyokra, az ambitusra, a formarészek arányaira és így tovább. Ligeti szerint fordítva is el lehetett járni: először felállítottak egy számsort, vagy számviszonyokból, például arányokból álló sort, és azután azt alkalmazták a zene minden egyes paraméterére. A szervezés egységessége volt a szeriális zene alapvető dogmája: egy számszerűsíthető alaprendet, egy modulust kellett felállítani, és a komponálás valamennyi részfolyamatának a választott modulusaiból levezethetőnek kellett lennie. Ligeti nem értette, miért kellene ilyen egységesített módon kezelni a paramétereket, sőt inkább ellentmondást érzett abban, hogy ugyanaz a kvantifikáció a különböző paramétereken belül – azzal összefüggésben, hogyan észlelhetők és értelmezhetők a zenei folyamatokat – alapvetően eltérő eredményekhez vezetett, következésképp semmiféle garancia nem volt arra, hogy ugyanaz az alaprend az eltérő észlelési és korrelációs rétegekben analóg struktúrákhoz vezet. Az egységesség így megrekedt a kommentár, a kompozíció verbális magyarázatának szintjén, kívülről volt ráerőltetve a zenei folyamatokra, és pszichikailag hatástalan maradt.
Ligeti végül is nem számolta fel teljesen a szerialista elveket, inkább csak módosította azokat. Az olyan ellentmondásos aspektusok mellett, mint az egyenjogúság, az analógiaképzés, illetve az egységesítés, a szeriális gondolkodásnak voltak olyan aspektusai is, amelyek a munkamódszerei továbbfejlesztése szempontjából hasznosnak tűntek. Ilyen volt elsősorban az elemek és eljárások kiválasztásának és rendszerezésének elve, valamint a konzekvencia elve, vagyis hogy a már kialakított feltételeket önmagukban helytálló módon alkalmazta, ám hangsúlyozottan csak azokon a részterületeken, amelyeken azok zeneileg relevánsak. Azaz lemondott arról, hogy valamennyi feltételt egyesítsen és egy heterogén paraméterelemekből építse fel a zenei struktúrát. Egy darab hangszínstruktúrájában például teljesen más rend érvényesülhetett, mint a ritmusstruktúrájában, csak az volt lényeges, hogy a már meghatározott és alkalmasnak talált elemeket és eljárásokat – azon a tartományon belül, ahol használhatónak bizonyultak – hiánytalanul és helyesen alkalmazza végig. Zeneszerzési munkamódszere így tág értelemben véve még szeriálisnak számíthatott, anélkül hogy egyetlen sort is alkalmazott volna.

### A mikropolifónia megalkotása
Már magyarországi tartózkodása alatt elkezdett foglalkozni az „álló zene” (statikus zene) gondolatával. Az elképzelése az volt, hogy olyan zenét írjon, amiben látszólag nincsenek szólamok, azaz olyan sűrű hálót alkotnak, hogy az emberi fül számára szétválaszthatatlan, bonyolult zenei massza vehető csak ki. Az álló zene lényege, hogy nincs benne dallam, nincs ritmus, és nincs harmónia sem, csupán egyfajta halmazállapot, kaleidoszkóp-minta, amely lassanként változik. Az „álló zene”-készítés elektronikus stúdióban egyszerű, az ilyen álló zenék, amiből később az úgynevezett „ambient” zenék létrejöttek, voltaképp monoton, egymásba úszó hosszú zúgások. Ligeti esetében azonban már teljesen más a helyzet, hagyományos zenekarra írta őket, de első hallásra elektronikus zenének tűnhetnek. Annyira bonyolult szerkezetűek, hogy egyetlen különálló hang sem emelhető ki a masszából. Az álló zene Ligeti szerint szakítást jelentett a hagyományos szeriális zenével, szakított a hangokat szünettel elválasztó hagyománnyal, és egy kontinuitást alkotott meg. Az első ilyen Ligeti-féle álló zene az 1961-ben, nagyzenekarra írt Atmosphères volt. A darab „fonott” szerkezetével, monotonságával az egy helyben állás érzetét kelti a hallgatóban.
Az elektronikus zenével végzett kísérleteinek eredményeképp szakít azzal a fölfogással, hogy a zenét diszkrét hangokból összerakott dallamokból-akkordokból állítsa össze, ehelyett egy képlékeny hangmassza mozgatására koncentrál. Ebben az összefüggésben persze értelmüket vesztik az olyan fogalmak, mint dallam, ritmus, metrum, harmónia; helyettük a massza a hangmagasság, hangerő, hangszín terében: homogén vagy heterogén módon, tágul vagy szűkül, ritkul vagy sűrűsödik, esetleg dinamikus egyensúlyban van (miközben a belső mozgás nagyon is élénk) stb. Egy hangszerre írott mű esetén (Volumina) a kottakép is tükrözi ezt a nézőpontváltást: a nagyzenekari művek lejegyzése a precíz kivitelezhetőség végett hagyományos, de az ütemvonalak nem metrikai rendet szolgálnak, csak az előadók szinkronizációját, az egyes szólamok dallamai nem önállóak, csak a nagy egész részeként léteznek.
Ily módon alkotta meg a „hallhatatlan polifóniát”, vagyis a mikropolifóniát, amelyben külön nem észlelhetők az egyes mozzanatok, jóllehet valamennyi momentum hozzájárul az egész polifon háló jellegének meghatározásához. Azaz az egyes szólamok és a szólamokban létrejövő zenei képződmények az észlelési küszöb alatt maradnak, annyiban azonban minden szólam és minden képződmény transzparens a struktúra egészére vonatkoztatva, hogy egyetlen egység megváltozása – még ha csak kis mértékben is, de – a végeredményt is megváltoztatja. Az Atmosphères-ben továbbfejlesztette a mikropolifónia módszerét: kifinomultabbá vált a hálóképződmény, eltűntek az önálló ritmusalakzatok maradványai; a mikropolifóniát a fokozatos hangszín- és szövevénytranszformáció megvalósítására használta.
Később, a hatvanas években írott műveiben módosította ugyan a mikropolifónia munkamódszerét, egészében azonban hű maradt ehhez a koncepcióhoz. Az 1966 óta írott műveiben – így például a Csellóverseny második tételében –, és még következetesebben az 1968 óta keletkezett darabokban elkezdte kivilágosítani a sűrű polifon hálókat: bár az egyes szólamok többé-kevésbé továbbra is az észlelési küszöb alatt maradnak, olykor már a közvetlenül észlelhető tartományban is megjelennek zenei alakzatok. Ennek a kivilágosodott, már nem homályos-festői, inkább transzparens-rajzos mikropolifóniának jellemző példája az 1968-ban írott 2. vonósnégyes és az 1969–70-ben komponált Kamarakoncert 13 hangszerre. Az 1971 nyarán készült Melodienben a polifónia már nem „mikro” – a darab faktúrája mégsem jelent visszatérést a korábbi technikákhoz: a mikropolifónia következményét mutatja, anélkül hogy a szövet a szó valódi értelmében véve mikropolifon volna. A helyzet analóg azzal, ami a szeriális zene felbomlását követte: sorok már nem voltak, a posztszeriális zene mégis magában hordozta a sortechnika tapasztalatait, ezért nem visszalépést jelentett a megelőző fázishoz képest, hanem előrelépést egy új stílus és egy új konstrukciós koncepció felé. A mikropolifónia felbomlása után hasonló a zene helyzete: melodikus jellegű szólamszövevények egy polifon szólamhálót alkotnak, amelybe azonban nem olvad bele valamennyi szólam. A melodikusan kifejtett szólamok inkább individuumok, amelyek egyidejűleg különböző sebességgel mozognak, és melodikus-ritmikus duktusuk a többi szólamétól független, eltérő.

### Ligeti expresszionizmusa
Ligeti György zenéje expresszionistának is tekinthető, noha a kritikusok többsége szerint stílusa egyedi, kiismerhetetlen. Egyes zenei körökben művészetét túl modernnek, más körökben pedig túl hagyományosnak tartották. Ligeti erről a következőképpen vélekedett: „Nem szeretik, hogy valaki állítólag modern komponista, és valamilyen módon mégis kötődik a hagyományhoz. Hogy mondjam? Vannak a hivatalos zeneszerzők, akik csak szmokingban jelennek meg, és vannak a bohém zeneszerzők, akik csak farmerban járnak. Én pedig nem járok sem farmerban, sem szmokingban.” Az expresszionizmus lényege a szubjektivitás és az érzelem. S noha Ligeti a saját érzelmeit ültette zenébe, mégis távolságtartó maradt, kerülte a túlzott gesztusokat, és az érzelmeket úgy vizsgálta, mintha azok a távolban lennének, vagy hermetikusan lezárva, mintha egy üvegbúrában lennének egy múzeumban. Zenéjének trükkje abban rejlik, hogy hiányzik belőle a pátosz és szenvedély, ennek ellenére kifejezi a zeneszerző élményeit, félelmeit. Teszi ezt úgy, hogy mindezeket feloldja, mint például a Le grand macabre című operájában a félelmet a humorral oldja fel. Ez a távolságtartás a Lontanoban érvényesül leginkább. A zene itt olyan érzetet kelt, mintha távolról szólna. Az érzelmek hideggé és lenyomatszerűvé válnak a távolság miatt, s így feloldódik az expresszió.

### Próbálkozás az elektronikus zenével
Az elektronikus zenével való megismerkedése vezette a zenei hang új felfogásához. Új hangzásvilága, amely kölni tartózkodása idején, Stockhausen hatása alatt alakult ki, rendkívül elvont, egyszerre jellemzi valamiféle monumentális mozdulatlanság és a nyugtalanság érzete, amit egymással szemben álló hangzásfolyamok alkalmazásával ér el: ezek állandó kavargásban lévő, sűrű szövésű sokszólamúságra épülnek. Előszeretettel ütköztetett műveiben legkülönfélébb hangszercsoportokat. Műveiben többször használt ellentétes nyelveket, s ez a nyelvi kuszaság szülőföldje színes kultúrájának emléke (például Lux aeterna). 
Másik jellemzője Ligeti elektronikus zenéjének a meccanico mozgástípus, ami azt jelenti, hogy a zene gépszerű, hangzásában mechanikus és precíz. A zene lényege, hogy a zenész úgy játszik a hangszeren, mintha az egy gép, egy mechanizmus lenne. Ez a fajta „gépzene” a maga monoton érzelemnélküliségével szintén a romantikával és a szentimentalizmussal való szembefordulás. Legjellemzőbb ilyen darabja a Continuum nevű csembalóra írott műve. 
A meccanico mozgástípus betetőzése már 1962-ben megtörtént Ligetinél, amikor is megírta Poéme Symphonique-ot száz darab metronómra. A mű voltaképp egy zenei tréfa, intellektuális fricska, a gépszerű muzsika abszolút betetőzése, hisz itt voltaképp az alkotói szándék szerint beállított gépek hozzák létre magát a zenét. A száz metronóm kattogása tömbzenét alkot, melyből ugyan kihallhatók az egyes kattanások, ha alaposan fülel az ember, ám mégis egyfajta álló zene jön létre, ami egész tömbként jelenik meg.

### A nyolcvanas évek paradigmaváltása
A 70-es évek közepén a kétzongorás daraboktól kezdve hirtelen fontos szerepet kapott Ligeti zenéjében a metrika (általában bonyolult polimetrika; fontos inspirációt jelentett Conlon Nancarrow zenéje és bizonyos afrikai népzenék). A 80-as évektől pedig megjelennek a harmóniák: hagyományos tercépítkezésű hármas- és négyeshangzatok, nem tonális akkordfűzéssel. Legtisztább példa erre a King’s Singersnek írott Nonszensz madrigálok.
A nyolcvanas évek folyamán érdeklődése elsődlegesen három területre összpontosult. Először is érdekelte a 14. századi menzurális zene, annak összetett alakzatai, az úgynevezett „ars subtilior”, amely a kései Guillaume de Machaut és a korai Guillaume Dufay közti negyvenévnyi résben fejlődött ki. A menzurális notáció technikája lehetővé tette, hogy nem taktushoz kötött egységek szimmetrikus és aszimmetrikus osztásaiban gondolkodjanak. Lehetőség nyílt arra, hogy olyan nagyon komplex polifon struktúrákat hozzanak létre, ahol az egyes szólamok egyidejűleg különböző sebességgel haladnak. Másodsorban érdekelte Afrika Szaharától délre eső részének zenéje, amit Artur Simon Musik in Afrika című írása révén ismert meg. Ez visszahatott műveire, amelyekben nagyon összetett, az ütemérzetből kilépő polifon és poliritmikus képződményeket hozott létre. Az 1985–88-ban keletkezett Zongoraverseny ritmikailag a legösszetettebb Ligeti-mű. Harmadsorban érdekelték a tértranszformációk és a térbeli modellek. Ez a három terület zeneszerzői elképzeléseiben összekapcsolódott, és összetett zenei struktúrák kidolgozásához vezetett.

### A fekete humor
Ligeti műveiben a humornak meghatározó szerepe van. Cizellált, intellektuális humora már a száz metronómra írt szimfonikus költeményben jelentkezik, de a leginkább két rövid zenés színházi művében, az Aventures-ben és a Nouvelles aventures-ben, valamint operájában, a Le grand macabre-ban kap meghatározó szerepet. Az Aventures és a Nouvelles aventures műveiben hosszú szünetekkel dolgozik, s ilyenkor úgy az előadók, mint a közönség a legszigorúbb csöndben várakozik. 
Műveinek másik jellemzője, hogy sok bennük a jelentés nélküli szöveg; előszeretettel használ csak egymás mellé állított hangokat, illetve szótöredékeket. Humorát jellemzi, hogy az énekesek helyenként kartonpapírból sodort csőbe énekelnek. Műveiben gyakran nyúl szokatlan hangképzési eszközökhöz, mint például kipukkasztandó papírzsacskók, smirglivel dörzsölendő bőröndök vagy éppen a padló vakarászása. Az eredmény egyszerre vészjósló és szellemes, mintha szüntelenül a valamit mondás és a semmitmondás határán egyensúlyoznának. 
Operája esetében már maga a cselekmény minden logika nélkül egymás mellé helyezett kusza, groteszk jelenetsorozatból bomlik ki; összeolvasztja az apokalipszis világvége-hangulatát a vásári komédiákkal. A zenében előfordulnak hagyományos és avantgárd elemek. Ligeti esztétikummá emeli a banalitást, ezzel a pop-arthoz közelíti művét. A zenei anyagban fellelhetők utalások a barokk, klasszicista, romantikus zenére, valamint az operahagyományra. Ezeket a stílusidézeteket a rikító hangszerelés idegeníti el eredetüktől: egy Schubert-dallamot cseleszta szólaltat meg, egy Monteverdire emlékeztető toccata pedig autódudákon szólal meg. Tizenkét autóduda és egy részeg énekelte Dies irae indítja nem mindennapi operát. Ligeti akusztikai hulladékanyagból, készen talált tárgyakból építkezik, ezeket ágyazza bele avantgárd elemekből megformált sajátosan egyéni stílusába.

## Elismerései
Ligeti tagja volt a Hamburgi Művészeti Szabadakadémiának, a Bajor Szépművészeti Akadémiának, tiszteleti tagja a Román Akadémiának, külföldi társult tagja a Francia Akadémiának, emellett pedig számos rangos nemzetközi és nemzeti kitüntetés birtokosa.
- Berlin-díj (Requiem) (1965)
- UNESCO-díj (1969)
- Grawemeyer Award for Music Composition (Zongoraetűdök) (1986)
- A monacói szépművészeti akadémia zeneszerzői díja (1988)
- Léonie Sonning Zenei Díj (Dánia, 1990)
- Balzan-díj (1991)
- Rolf Schock-díj (1995)
- Ernst von Siemens-díj (Németország, 1993)
- Wolf-díj (Izrael, 1996)
- Budapest díszpolgára (1998)[153]
- Wihuri Sibelius-díj (Finnország, 2000)
- Kiotó-díj (Japán, 2001)
- Kossuth-díj (2003)
- Hamburg városának díja (2003)
- Frankfurt városának Theodor W. Adorno-díja (2003)
- Polar Music Prize (Svédország, 2004)
- A londoni királyi zeneakadémia tiszteleti tagja (1992)

## Jelentős tanítványai
- James Horner
- Denys Bouliane
- Martin Bresnick
- Unsuk Chin
- Michael Daugherty
- Anne LeBaron
- Detlev Müller-Siemens
- Roberto Sierra
- Manfred Stahnke
- Sheila Silver

## Filmzene
Ligeti számos műve hallható különböző mozifilmekben:
- 2010: Viharsziget (Lontano, Két etűd)
- 2005: Charlie és a csokigyár (Requiem)
- 2005: Lemming (Continuum: Etüde für Klavier)
- 1999: Tágra zárt szemek (Musica Ricercata II: Mesto, Rigido e Cerimonale)
- 1995: Szemtől szemben (Csellóverseny)
- 1991: Kösz, megvagyok (Musica ricercata: Tempo di valse)
- 1984: 2010 (Lux aeterna)
- 1980: Ragyogás (Lontano)
- 1968: 2001: Űrodüsszeia (Atmosphères, Lux Aeterna, Requiem, Adventures)

## Művei

### Diszkográfia
Az első felvételeket Ligeti-művekből a Wergo adta ki, ezeken a lemezeken a 70-es évek elejéig szinte minden fontos mű megtalálható.
1994-ben a Sony Classical elkezdte a Ligeti Editiont, melyet összkiadásnak szánt, de végül, elsősorban Ligeti elégedetlensége miatt 8 lemez után félbeszakadt. A hiányzó művekből végül a Teldec kiadóvállalat készített felvételeket, melyeket a 2000-es évek elején jelentetett meg Ligeti Project címen.

### Kötetei
- Klasszikus összhangzattan. Segédkönyv, Zeneműkiadó, Budapest, 1954
- Über neue Wege im Kompositionsunterricht, Akademien, Stockholm, 1965 (Publikationer Musikaliska Akademien)
- Three aspects of new music / György Ligeti: Ueber neue Wege im Kompositionsunterricht / Witold Lutoslawski: About the element of chance in music / Ingvar Lidholm: "Poesie" for orchestra, Nordiska Musikförlag, Stockholm, 1968 (Publications of the Royal Academy of Music and the Royal Swedish College of Music. Stockholm, 4.)
- György Ligeti in conversation with Péter Várnai, Josef Häusler, Claude Samuel and himself, Eulenburg, London, 1983 (Eulenburg books)
- Le grand macabre – Opera két felvonásban, de egy részben, libretto: Michel De Ghelderode La ballade du grand macabre színműve alapján Michael Meschke, Ligeti György, fordította: Kovalik Balázs, Káin Péter, Horgas Judit, Budapesti Fesztiválközpont Kht., Budapest, 1997
- Találkozások Ligeti Györggyel – Beszélgetőkönyv, riporter: Eckhard Roelcke, fordította: Nádori Lídia, Osiris, Budapest, 2005 (Osiris könyvtár, Zene)
- Nádler, Ligeti (interjú), riporter: Marczi Mariann, Jaffa, Budapest, 2008
- György Kurtág: Three interviews and Ligeti homages; szerkesztette: Varga Bálint András; University of Rochester Press, Rochester, 2009 (Eastman studies in music)
- Ligeti György válogatott írásai; válogatta, fordította, jegyzetekkel és bibliográfiával ellátta, valamint az előszót írta: Kerékfy Márton; Rózsavölgyi, Budapest, 2010

### Ajánlott irodalom
- Ligeti György: Ligeti György válogatott írásai. Szerk. Kerékfy Márton. Budapest: Rózsavölgyi és társa. 2008.  ISBN 9789638831729
- Várnai Péter: Beszélgetések Ligeti Györggyel. Budapest: Zeneműkiadó. 1979.
- Für György Ligeti. Die Referate des Ligeti-Kongresses Hamburg 1988, Laaber-Verlag, Laaber, 1991, (Hamburger Jahrbuch für Musikwissenschaft, 11.)
- Hermann Sabbe: Ligeti György. (hely nélkül): Continuum. 1993.
- Rachel Beckles-Willson: Ligeti, Kurtág, and Hungarian Music during the Cold War, Cambridge, Cambridge University Press, 2007, (Music in the 20th Century)
- Simon Gallot: György Ligeti et la musique populaire, előszó: Kurtág György, Symétrie, Lyon, 2010, (Perpetuum mobile)
- Richard Steinitz: Ligeti György – A képzelet zenéje. Szerk. Péteri Judit. Budapest: Editio Musica Budapest. 2016.
- Benjamin R. Levy: Metamorphosis in music – The compositions of György Ligeti in the 1950s and 1960s, New York, Oxford University Press, 2017
- Kerékfy Márton: Népzene és nosztalgia Ligeti György művészetében; Rózsavölgyi, Budapest, 2018 (Musica scientia)
- Dalos Anna–Kerékfy Márton–Heidy Zimmermann: Ligeti-labirintus. Barangolás Ligeti György életművében; BTK Zenetudományi Intézet, Budapest, 2023